# Mông Cổ xâm lược châu Âu
Cuộc xâm lược châu Âu của người Mông Cổ vào thế kỷ 13 là một loạt các cuộc chiến nhằm chinh phục mảnh đất này của người Mông Cổ, bằng con đường tiêu diệt các vương quốc Đông Slav như Rus' Kiev và Công quốc Vladimir-Suzdal. Người Mông Cổ cũng tiến đánh các vùng ở Trung Âu, dẫn đến chiến tranh với Ba Lan, ở đây đã diễn ra các trận đánh như Trận Legnica, trận Mohi với Vương quốc Hungary. Chiến dịch này được lên kế hoạch bởi Tốc Bất Đài (1175–1248), được chỉ huy bởi Bạt Đô (c. 1207–1255) và Hợp Đan (d.c.1261). Cả hai người đều là cháu của Thành Cát Tư Hãn. Cuộc chinh phục châu Âu đã khiến một lượng lớn lãnh thổ được sáp nhập vào Hãn quốc Kim Trướng. Nhiều cuộc nội chiến tại châu Âu trong thời điểm này đã phải ngừng lại để hợp tác với nhau chống lại sự càn quét của người Mông Cổ lên lãnh thổ của họ. Tuy nhiên, cuộc xâm lược châu Âu của người Mông Cổ chủ yếu diễn ra ở vùng Đông Âu mà chưa thể tiến xa hơn tới vùng Tây Âu như tổ tiên của họ là người Hung dưới thời Atila đã từng làm được.
Cuộc xâm lược phía đông châu Âu của người Mông Cổ cũng trùng thời điểm của một số cuộc viễn chinh trong Thập Tự Chinh (của châu Âu tấn công Jerusalem và Ai Cập) vào thế kỷ 13.

## Xâm lược và chinh phục Kiev Rus'

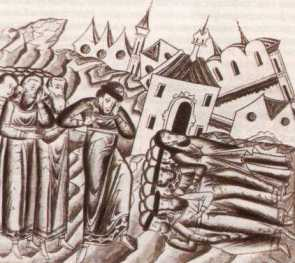
Yaroslav II xứ Vladimir trở về Vladimir sau khi quân Mông Cổ bị tiêu diệt. Từ biên niên sử của Rus thời trung cổ

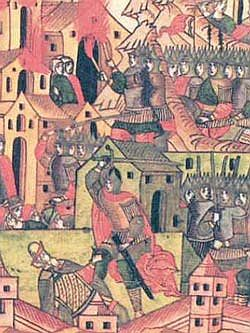
Quân Mông Cổ chiếm được thành phố Rus'

Năm 1223, người Mông Cổ đánh bại gần 50.000 liên quân Rus'/Cuman trong Trận sông Kalka gần Mariupol ngày nay, gần 1 thập kỷ sau, người Mông Cổ mới trở lại vùng đất này một lần nữa.
Oa Khoát Đài ra lệnh cho Bạt Đô chinh phục Rus' vào năm 1235. Lực lượng chính, đứng đầu là các con trai của Truật Xích, và anh em họ của họ, Mông Kha và Quý Do, đến Ryazan vào tháng 12 năm 1237. Ryazan không chịu đầu hàng, và quân Mông Cổ đã cướp phá thành phố rồi xông vào Suzdalia. Nhiều đội quân của người Rus' đã bị đánh bại; Đại Thân vương Yury bị giết trên sông Sit (4/3/1238). Các thành phố lớn như Vladimir, Torzhok và Kozelsk đã bị chiếm.
Sau đó, quân Mông Cổ chuyển sự chú ý sang thảo nguyên, đè bẹp người Kypchak và người Alan và cướp phá Bán đảo Krym. Bạt Đô xuất hiện ở Kievan Rus' năm 1239, cướp phá Pereiaslav và Chernihiv. Quân Mông Cổ cướp phá Kiev vào ngày 6 tháng 12 năm 1240, phá hủy Sąsiadka và chinh phục Halych cùng với Volodymyr-Volynskyi. Bạt Đô cử một đội quân nhỏ đi thăm dò người Ba Lan trước khi tiến tới Trung Âu. Một nhóm quân Mông Cổ bị người Ba Lan đánh tan trong khi nhóm còn lại đánh bại quân Ba Lan và quay trở lại.

## Xâm lược Trung Âu
Cuộc tấn công vào châu Âu của người Mông Cổ được lên kế hoạch và thực hiện bởi Tốc Bất Đài, người có lẽ đã đạt được danh tiếng lâu dài nhất nhờ những chiến thắng ở đó. Sau khi tàn phá nhiều Thân vương quốc của người Rus', ông đã phái gián điệp tới Ba Lan và Hungary, cũng như tới tận miền Đông Đại công quốc Áo, để chuẩn bị cho một cuộc tấn công vào trung tâm châu Âu. Có một bức vẽ rõ ràng về các vương quốc châu Âu, ông đã chuẩn bị một cuộc tấn công do Bạt Đô và hai hoàng tử có quan hệ gia đình khác chỉ huy. Bạt Đô, con trai của Truật Xích, là người lãnh đạo tổng thể, nhưng Tốc Bất Đài là chiến lược gia và chỉ huy trên chiến trường, và do đó, đã có mặt trong cả chiến dịch phía Bắc và phía Nam chống lại các Thân vương quốc Rus'. Ông cũng chỉ huy đạo quân trung tâm di chuyển chống lại Hungary. Trong khi lực lượng phía Bắc của Kadan giành chiến thắng trong Trận Legnica và quân đội của Güyük chiến thắng ở Transylvania, Tốc Bất Đài đang đợi họ trên đồng bằng Hungary. Đội quân mới thống nhất sau đó rút lui đến sông Sajó, nơi họ gây ra thất bại quyết định trước Vua Béla IV của Hungary trong Trận Mohi. Một lần nữa, Tốc Bất Đài chủ trì chiến dịch và nó đã trở thành một trong những chiến thắng vĩ đại nhất của ông.

### Xâm lược Ba Lan

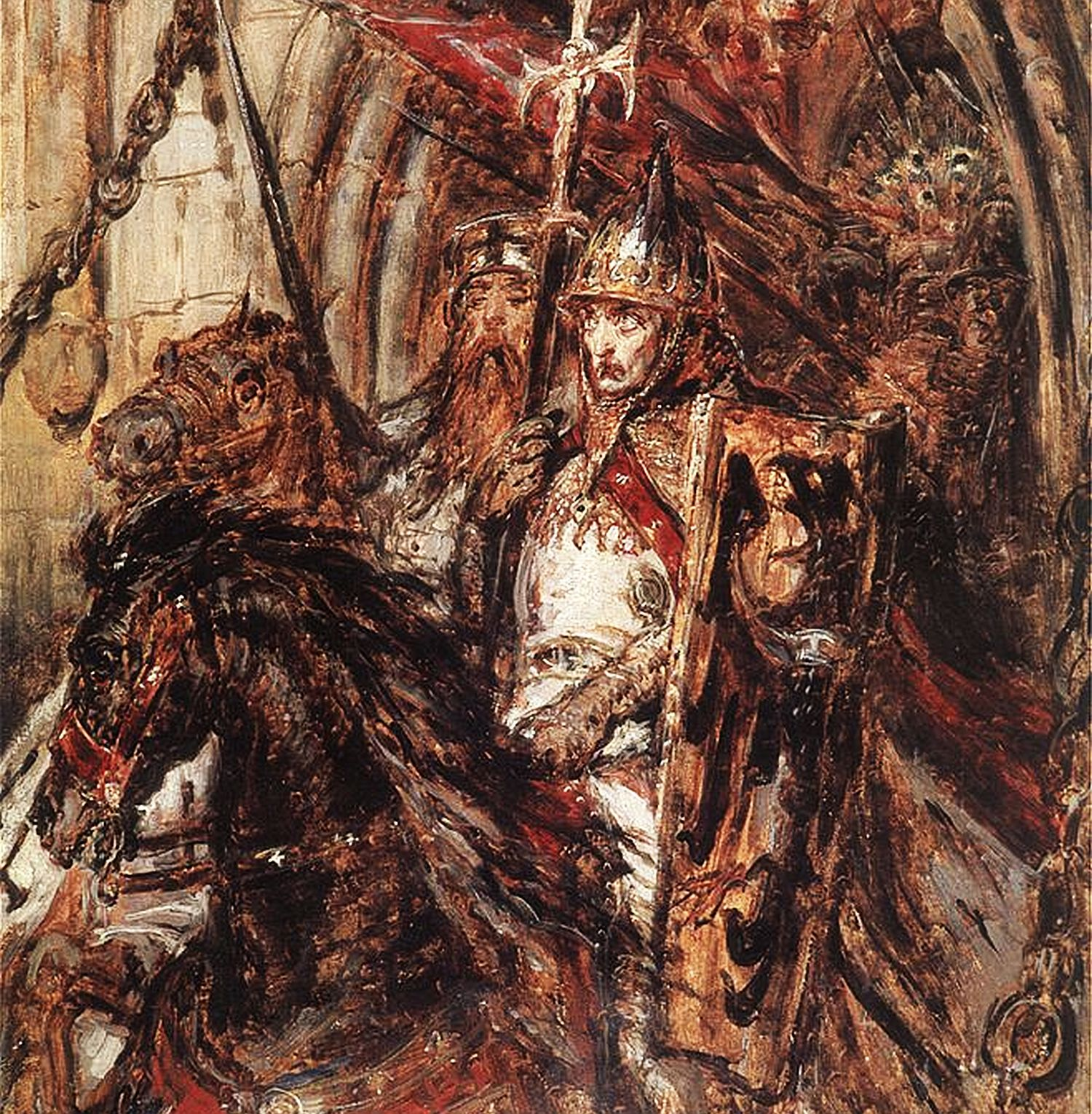
Henry II Ngoan đạo đã mất mạng trong trận Legnica, bức tranh thế kỷ XIX của Jan Matejko

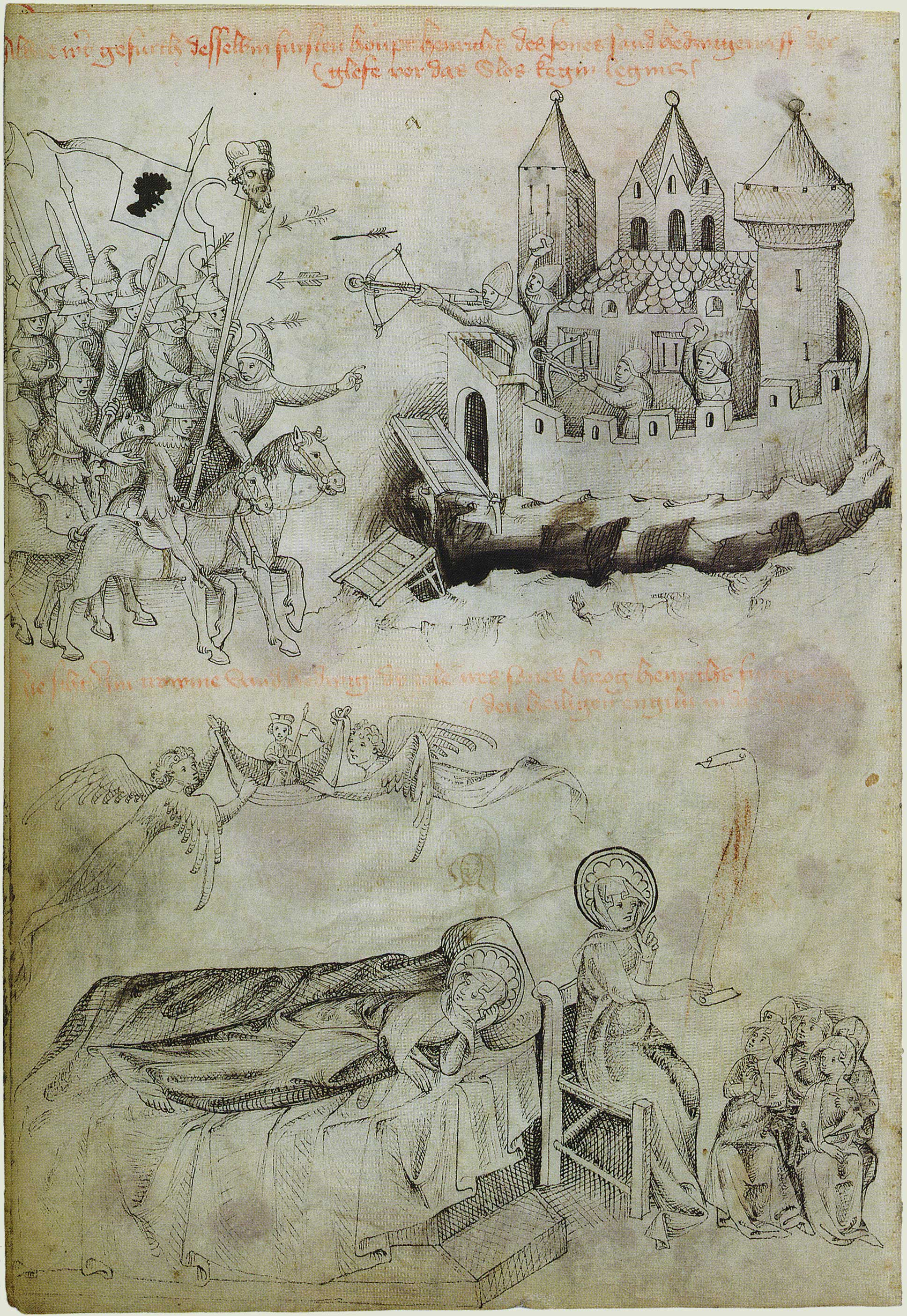
Người Mông Cổ tại Legnica đang bêu đầu Henry II Ngoan đạo

Người Mông Cổ xâm chiếm Trung Âu với ba đội quân. Một đội quân đã đánh bại một liên minh bao gồm các lực lượng từ Ba Lan bị chia cắt và các đồng minh của họ, do Henry II Ngoan đạo, Công tước xứ Silesia chỉ huy trong Trận Legnica. Đội quân thứ hai vượt qua dãy núi Carpathian và đội quân thứ ba tiến theo sông Danube. Quân đội tập hợp lại và đè bẹp Hungary vào năm 1241, đánh bại quân đội Hungary trong trận Mohi vào ngày 11 tháng 4 năm 1241. Cuộc xâm lược tàn khốc của người Mông Cổ đã giết chết một nửa dân số Hungary. Quân đội càn quét vùng đồng bằng Hungary trong mùa hè, và vào đầu năm 1242 lấy lại động lực và mở rộng quyền kiểm soát của họ tới Dalmatia và Moravia. Tuy nhiên, Đại hãn đã qua đời vào tháng 12 năm 1241, và khi nghe tin này, tất cả các "Hoàng tử" chống lại đề nghị của Tốc Bất Đài đã quay trở lại Mông Cổ để bầu ra Hãn mới.
Sau khi cướp phá Kiev, Bạt Đô gửi một nhóm quân nhỏ hơn tới Ba Lan, tiêu diệt Lublin và đánh bại quân đội Ba Lan kém cỏi hơn. Các phần tử khác—không thuộc lực lượng chính của Mông Cổ—gặp khó khăn gần biên giới Ba Lan-Halych.
Sau đó quân Mông Cổ đến Polaniec trên sông Czarna Hańcza, nơi họ dựng trại. Ở đó, Voivode tấn công họ cùng với các hiệp sĩ Cracovia còn lại, số lượng ít nhưng quyết tâm đánh bại kẻ xâm lược hoặc chết. Sự bất ngờ đã mang lại cho người Ba Lan lợi thế ban đầu và họ đã tiêu diệt được nhiều binh lính Mông Cổ. Khi quân xâm lược nhận ra điểm yếu thực sự về quân số của người Ba Lan, họ đã tập hợp lại, chọc thủng hàng ngũ quân Ba Lan và đánh bại họ. Trong cuộc giao tranh, nhiều tù binh Ba Lan đã tìm mọi cách trốn thoát và ẩn náu trong khu rừng gần đó. Thất bại của Ba Lan một phần bị ảnh hưởng bởi các hiệp sĩ Ba Lan thành công ban đầu đã bị phân tâm bởi nạn cướp bóc.

### Xâm lược các vùng đất ở Đức
Vào ngày 9 tháng 4 năm 1241, quân đội Mông Cổ tiến vào Bá quốc Meissen và cuộc Hầu quốc Lusatia sau chiến thắng quyết định của quân Mông Cổ trong trận Legnica ở Ba Lan. Các đơn vị trinh sát hạng nhẹ của Mông Cổ, do Orda Khan chỉ huy, đã cướp phá Meissen và đốt cháy phần lớn thành phố Meissen. Chronica sancti Pantaleonis đã ghi lại những cuộc tấn công này.

### Xâm lược Vương quyền Bohemia
Sau thất bại của lực lượng châu Âu tại Liegnitz, quân Mông Cổ tiếp tục cướp bóc khắp các vương quốc láng giềng của Ba Lan, đặc biệt là Moravia. Vua Wenceslaus I của Bohemia rút quân trở về để bảo vệ vương quốc của mình sau khi đến muộn và phát hiện ra sự tàn phá mà quân Mông Cổ gây ra ở những nơi đó; tập hợp quân tiếp viện từ Công quốc Thuringia và Tuyển hầu xứ Sachsen khi ông rút lui. Ông đóng quân ở vùng miền núi Bohemia, nơi quân Mông Cổ không thể sử dụng kỵ binh của họ một cách hiệu quả.
Vào thời điểm đó, lực lượng Mông Cổ đã chia thành hai cánh quân, một cánh do Bạt Đô và Tốc Bất Đài chỉ huy đang lên kế hoạch xâm lược Hungary, và một cánh do Bối Đạt Nhi và Kadan chỉ huy đang tàn phá Các công quốc Silesia và Moravia. Khi họ đến tấn công Bohemia, lực lượng phòng thủ của vương quốc đã ngăn cản quân Mông Cổ tấn công và họ rút lui về thị trấn Othmachau. Một lực lượng nhỏ người Mông Cổ đã tấn công thị trấn Glatz nằm ở vị trí chiến lược (trên đường tới các đèo núi hướng tới Bohemia) nhưng kỵ binh Bohemia dưới sự chỉ huy của Wenceslaus đã chống đỡ được. Người Mông Cổ sau đó cố gắng chiếm thị trấn Olmuetz, nhưng Wenceslaus đã nhận được sự trợ giúp của Nhà Babenberg-Áo và họ đã đẩy lùi cuộc đột kích. Một chỉ huy người Mông Cổ bị bắt trong một cuộc xuất kích gần Olmuetz. Dưới sự lãnh đạo của Wenceslaus trong cuộc xâm lược của người Mông Cổ, Bohemia vẫn là một trong số ít vương quốc Đông Âu chưa bao giờ bị người Mông Cổ cướp bóc mặc dù hầu hết các vương quốc xung quanh nó như Ba Lan và Moravia đều bị tàn phá. Sự thành công của ông đến mức các nhà biên niên sử đã gửi thư tới Hoàng đế Frederick II về "phòng thủ thắng lợi" của ông. Such was his success that chroniclers sent messages to Emperor Frederick II of his "victorious defense". Sau những nỗ lực thất bại này, Bối Đạt Nhi và Kadan tiếp tục đánh phá Moravia (thông qua tuyến đường Cổng Moravia vào thung lũng Sông Morava hướng tới sông Danube) trước khi tiến về phía Nam để đoàn tụ với Bạt Đô và Tốc Bất Đài ở Hungary.

### Xâm lược Hungary

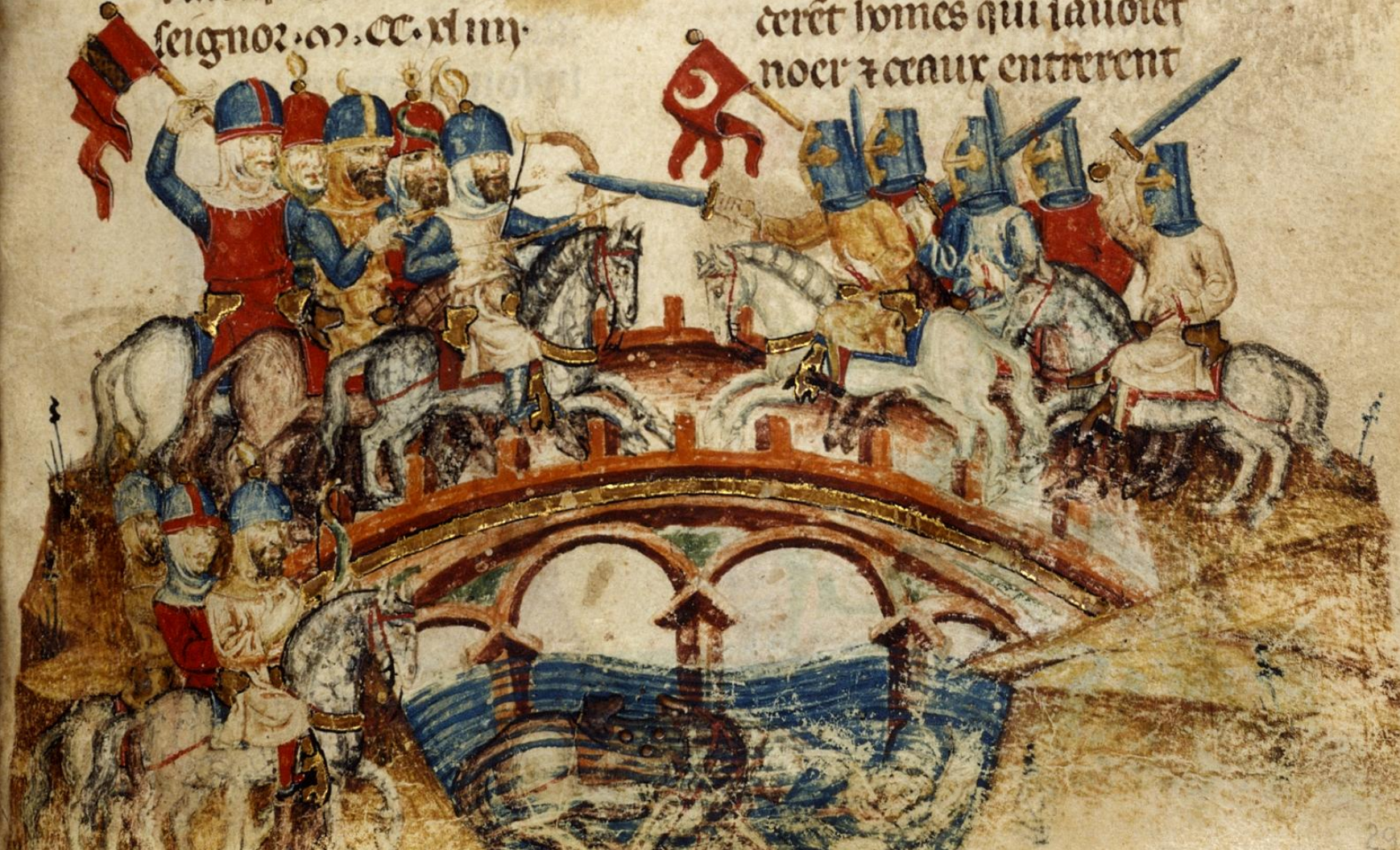
Trận Mohi trong mô tả thời Trung cổ

Người Hungary lần đầu tiên biết về mối đe dọa của người Mông Cổ là vào năm 1229, khi Vua Andrew II cấp quyền tị nạn cho một số Boyar người Ruthenia đang chạy trốn. Một số người Magyar (người Hungary), bị bỏ lại trong cuộc di cư chính đến lưu vực Pannonia, vẫn sống ở bờ thượng lưu sông Volga (một số người [ai?] tin rằng hậu duệ của nhóm này là người Bashkir thời hiện đại, mặc dù dân tộc này hiện nay nói tiếng Turk, không phải tiếng Magyar). Năm 1237, một tu sĩ Dòng Đa Minh là Julianus, bắt đầu một chuyến viễn chinh để dẫn họ trở về, và được gửi trở lại Vua Béla cùng với một lá thư từ Bạt Đô. Trong bức thư này, Bạt Đô kêu gọi nhà vua Hungary đầu hàng vương quốc của mình vô điều kiện trước lực lượng người Tatar nếu không sẽ phải đối mặt với sự hủy diệt hoàn toàn. Béla không trả lời, và hai bức thư nữa sau đó được gửi đến Hungary. Lần đầu tiên, vào năm 1239, được gửi đến bởi các bộ lạc người Cuman bị đánh bại, họ đã xin tị nạn ở Hungary. Bức thư thứ hai được gửi đi vào tháng 2 năm 1241 bởi các Thân vương Ba Lan bại trận.
Sau đó, Vua Béla mới kêu gọi các quan đại thần của mình tham gia quân đội để bảo vệ đất nước. Ông cũng thỉnh cầu Giáo hoàng và các nhà cai trị Tây Âu giúp đỡ. Sự giúp đỡ của nước ngoài đến dưới hình thức một đội hiệp sĩ nhỏ dưới sự lãnh đạo của Frederick II, Công tước của Áo, nhưng nó quá nhỏ để thay đổi kết quả của chiến dịch. Phần lớn các lãnh đạo Hungary cũng không nhận thức được tính cấp bách của vấn đề. Một số người có thể hy vọng rằng thất bại của quân đội hoàng gia sẽ buộc Béla phải ngừng nỗ lực tập trung hóa và do đó củng cố quyền lực của chính họ.
Mặc dù mối nguy hiểm của quân Mông Cổ là có thật và sắp xảy ra, nhưng Hungary vẫn chưa chuẩn bị sẵn sàng để đối phó với nó; Trong suy nghĩ của một dân tộc đã sống không bị ảnh hưởng bởi các cuộc xâm lược du mục trong vài trăm năm qua, một cuộc xâm lược dường như là không thể, và Hungary không còn là nơi có dân số chủ yếu là binh lính nữa. Chỉ những quý tộc giàu có mới được huấn luyện thành kỵ binh thiết giáp hạng nặng. Người Hungary từ lâu đã quên chiến lược và chiến thuật kỵ binh hạng nhẹ của tổ tiên họ, tương tự như chiến thuật mà người Mông Cổ hiện đang sử dụng. Quân đội Hungary (khoảng 60.000 người trước Trận Mohi) được tạo thành từ những hiệp sĩ có kiến thức chiến thuật, kỷ luật và chỉ huy tài năng. Vì quân đội của ông không có kinh nghiệm chiến tranh du mục nên Vua Béla đã chào đón Vua Cuman là Kuthen (còn gọi là Köten) và các chiến binh của ông. Tuy nhiên, lời mời dành cho người Cuman tỏ ra bất lợi cho người Hungary vì Bạt Đô coi việc chấp nhận một nhóm sắc tộc mà ông coi là quân nổi loạn là cái cớ cho cuộc xâm lược Hungary của mình. Sau khi tin đồn bắt đầu lan truyền ở Hungary rằng người Cuman là tay sai của quân Mông Cổ, một số người Hungary nóng nảy đã tấn công các trại của người Cuman và giết chết Köten. Điều này khiến người Cuman tức giận tiến về phía Nam, tàn phá vùng nông thôn và tàn sát những người Magyar. Quân Áo rút về lãnh thổ của mình ngay sau đó để nhận thêm viện trợ của phương Tây. Người Hungary giờ đây phải đơn độc bảo vệ đất nước của mình.
Cuộc xâm lược của người Mông Cổ vào năm 1241 lần đầu tiên ảnh hưởng đến Moldavia và Wallachia (nằm ở phía Đông và phía Nam của dãy Carpathia). Hàng chục ngàn người Wallachian và Moldavia đã mất mạng để bảo vệ lãnh thổ của họ khỏi Hãn quốc Kim Trướng. Cây trồng và hàng hóa cướp bóc từ các khu định cư của người Wallachia dường như là nguồn cung cấp chính cho Hãn quốc Kim Trướng. Những kẻ xâm lược đã giết chết tới một nửa dân số và đốt cháy hầu hết các khu định cư của họ, do đó phá hủy phần lớn hồ sơ văn hóa và kinh tế từ thời kỳ đó. Cả người Wallachia và quân đội Hungary đều không kháng cự được trước sức mạnh của quân Mông Cổ. Sự tấn công và hành quân nhanh chóng của người Mông Cổ khiến nhiều người bất ngờ và buộc họ phải rút lui và ẩn náu trong rừng và các thung lũng kín của dãy Carpathia. Tuy nhiên, cuối cùng mục tiêu chính của cuộc xâm lược lại là Vương quốc Hungary.
Quân đội Hungary đến và đóng trại tại sông Sajó vào ngày 10 tháng 4 năm 1241 mà không bị quân Mông Cổ thách thức trực tiếp. Quân Mông Cổ, phần lớn đã che giấu vị trí của mình, bắt đầu tấn công vào đêm hôm sau; sau những tổn thất nặng nề hơn dự kiến do các tay nỏ Hungary gây ra, quân Mông Cổ đã điều chỉnh chiến lược của mình và đánh tan quân Hungary một cách nhanh chóng. Một tổn thất lớn của Hungary sắp xảy ra và quân Mông Cổ đã cố tình để lại một khoảng trống trong đội hình của họ để cho phép các lực lượng Hungary đang dao động chạy trốn, khiến họ không thể chống lại quân Mông Cổ một cách hiệu quả khi tiêu diệt tàn dư Hungary đang rút lui. Trong khi nhà vua trốn thoát với sự giúp đỡ của cận vệ, đội quân Hungary còn lại đã bị quân Mông Cổ giết chết hoặc dìm xuống sông khi họ cố gắng phá vòng vây bằng cách vượt sông. Sau chiến thắng quyết định của mình, quân Mông Cổ hiện đã chiếm đóng một cách có hệ thống Đồng bằng Đại Hungary, sườn phía Bắc của dãy núi Carpathia và Transylvania. Nơi nào họ tìm thấy sự phản kháng của dân địa phương, họ đều thực hiện các vụ tàn sát. Khi dân địa phương không còn sự phản kháng nào, họ bắt những người đàn ông phải làm nô lệ trong quân đội Mông Cổ. Tuy nhiên, hàng chục nghìn người vẫn tránh được sự thống trị của người Mông Cổ bằng cách trú ẩn sau bức tường của một số pháo đài hiện có hoặc ẩn náu trong các khu rừng hoặc đầm lầy lớn dọc theo các con sông. Người Mông Cổ, thay vì để lại những người dân không có khả năng tự vệ và bất lực và tiếp tục chiến dịch xuyên Pannonia đến Tây Âu, lại dành thời gian bảo vệ và bình định các vùng lãnh thổ bị chiếm đóng. Vào ngày Giáng sinh năm 1241, quân Mông Cổ tiến hành Vây hãm Esztergom và đã phá hủy thủ đô và trung tâm kinh tế của Vương quốc Hungary (1000–1301), buộc thủ đô phải chuyển đến Buda.
Trong mùa đông, trái ngược với chiến lược truyền thống của quân đội du mục chỉ bắt đầu chiến dịch vào mùa xuân, họ vượt sông Danube và tiếp tục chiếm đóng có hệ thống, bao gồm cả Pannonia. Cuối cùng họ đã đến được biên giới Áo và bờ biển Adriatic ở Dalmatia. Người Mông Cổ bổ nhiệm một darughachi ở Hungary và đúc tiền nhân danh Khagan. Theo Michael Prawdin, đất nước của Béla được Bạt Đô giao cho anh trai là Oát Nhi Đáp, con trai cả của Truật Xích làm appanage. Ít nhất 20–40% dân số chết do bị tàn sát hoặc dịch bệnh. Roger xứ Torre Maggiore, một tu sĩ và nhà biên niên sử người Ý đã chứng kiến và sống sót sau cuộc xâm lược, ông chỉ ra không chỉ yếu tố diệt chủng trong cuộc chiếm đóng mà còn chỉ ra rằng người Mông Cổ đặc biệt "tìm thấy niềm vui" khi làm nhục phụ nữ địa phương. Nhưng trong khi người Mông Cổ tuyên bố kiểm soát Hungary, họ không thể chiếm các thành phố kiên cố như Fehérvár, Veszprém, Tihany, Győr, Pannonhalma, Moson, Sopron, Vasvár, Újhely, Zala, Léka, Pozsony, Nitra, Komárom, Fülek và Abaújvár. Rút kinh nghiệm từ bài học này, các pháo đài đã đóng một vai trò quan trọng ở Hungary. Vua Béla IV đã xây dựng lại đất nước và đầu tư xây dựng công sự. Đối mặt với tình trạng thiếu tiền, ông hoan nghênh việc định cư của các gia đình Do Thái, nhà đầu tư và thương nhân, trao cho họ quyền công dân. Nhà vua cũng chào đón hàng chục nghìn Kun (người Cuman) đã trốn khỏi đất nước trước cuộc xâm lược. Mũi tên lửa của người Trung Quốc được quân Mông Cổ triển khai tấn công thành phố Buda vào ngày 25 tháng 12 năm 1241, nơi họ đã chiếm đóng.
Cuộc xâm lược của người Mông Cổ đã dạy cho người Magyar một bài học đơn giản: mặc dù người Mông Cổ đã phá hủy vùng nông thôn nhưng các pháo đài và thành phố kiên cố vẫn tồn tại. Để nâng cao khả năng phòng thủ trong tương lai, họ phải xây dựng pháo đài, không chỉ ở biên giới mà còn cả trong nước. Trong cuộc vây hãm Esztergom, lực lượng phòng thủ đã cầm chân được quân Mông Cổ mặc dù quân Mông Cổ có ưu thế áp đảo về quân số và 30 cỗ máy công thành mà họ vừa sử dụng để tiêu diệt các tòa tháp gỗ của thành phố. Trong những thập kỷ còn lại của thế kỷ XIII và trong suốt thế kỷ 14, các vị vua ngày càng hiến tặng nhiều đất đai hoàng gia cho các lãnh chúa với điều kiện họ phải xây dựng pháo đài và đảm bảo khả năng phòng thủ.

#### Xâm lược Croatia

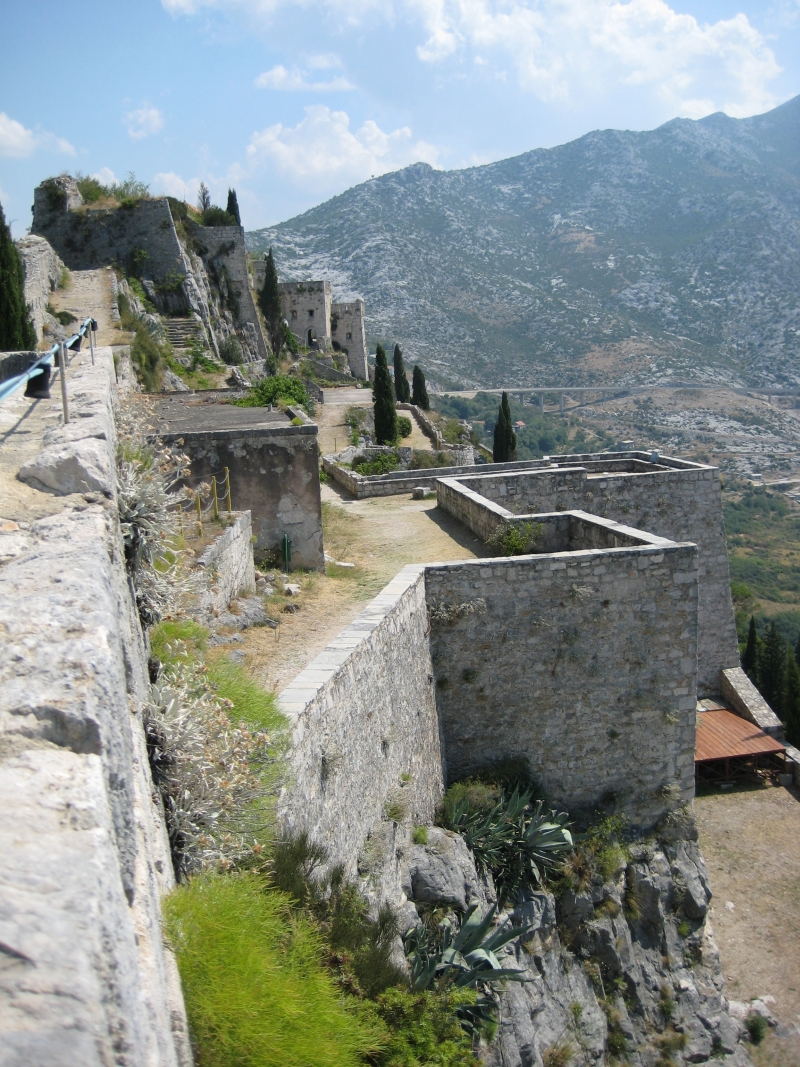
Tại Pháo đài Klis quân Mông Cổ trải qua thất bại năm 1242.

Trong thời Trung Cổ, Vương quốc Croatia là một liên minh cá nhân với Vương quốc Hungary, mà Vua Béla IV của Hungary là quân chủ duy nhất.
Khi bị quân Mông Cổ đánh đuổi trên bờ sông Sajó vào năm 1241, Béla IV đã chạy trốn đến Zagreb ngày nay là thủ đô của Croatia. Bạt Đô cử một số tumen (khoảng 20.000 người có vũ khí) dưới quyền của Khadan để truy đuổi Bela. Mục tiêu chính không phải là chinh phục mà là bắt sống. Zagreb được củng cố yếu kém đã không thể chống lại cuộc xâm lược và bị phá hủy, thánh đường của nó bị quân Mông Cổ đốt cháy. Để chuẩn bị chóng lại cuộc xâm lược lần thứ hai, Gradec đã được Vua Béla IV ban tặng một hiến chương hoàng gia hay Golden Bull năm 1242, sau đó người dân Zagreb tham gia xây dựng các bức tường và tháp phòng thủ xung quanh khu định cư của họ.
Cuộc truy đuổi Béla IV của quân Mông Cổ tiếp tục từ Zagreb qua Pannonia đến Dalmatia. Trong khi truy đuổi, quân Mông Cổ dưới sự lãnh đạo của Kadan (Qadan) đã tấn công Pháo đài Klis ở Croatia vào tháng 3 năm 1242. Do Klis có các công sự vững chắc, quân Mông Cổ đã xuống ngựa và trèo qua các bức tường bằng cách sử dụng các vách đá gần đó. Những người phòng thủ đã có thể gây ra một số thương vong cho quân Mông Cổ, điều này khiến quân Mông Cổ tức giận và khiến họ phải chiến đấu tay đôi trên đường phố và thu thập một lượng lớn chiến lợi phẩm từ các ngôi nhà. Ngay khi biết rằng Vua Bela đang ở nơi khác, họ từ bỏ cuộc tấn công và chia nhau tấn công Split và Trogir. Người Mông Cổ truy đuổi Béla IV từ thị trấn này sang thị trấn khác ở Dalmatia, trong khi giới quý tộc Croatia và các thị trấn Dalmatia như Trogir và Rab đã giúp Béla IV trốn thoát. Sau khi bị quân Croatia đánh bại, quân Mông Cổ rút lui và Béla IV được trao tặng các thị trấn và giới quý tộc Croatia. Chỉ có thành phố Split là không hỗ trợ Béla IV trốn thoát khỏi quân Mông Cổ. Một số nhà sử học cho rằng địa hình đồi núi của Dalmatia thuộc Croatia là mối nguy hiểm chết người đối với quân Mông Cổ vì họ phải gánh chịu tổn thất nặng nề do các cuộc phục kích của người Croatia trên các đèo núi. Trong mọi trường hợp, mặc dù phần lớn Croatia bị cướp bóc và phá hủy, việc chiếm đóng các lâu dài đã không thành công.
Thánh Margaret (27 tháng 1 năm 1242 – 18 tháng 1 năm 1271), con gái của Béla IV và Maria Laskarina, sinh ra tại Pháo đài Klis trong cuộc xâm lược của người Mông Cổ vào Hungary-Croatia năm 1242.
Các nhà sử học ước tính rằng có tới một nửa trong số 2 triệu dân số Hungary vào thời điểm đó là nạn nhân của cuộc xâm lược châu Âu của người Mông Cổ.

### Xâm lược Áo
Việc chinh phục Hungary đã mở đường cho Đại hãn Mông Cổ xâm chiếm Viên. Sử dụng chiến thuật tương tự trong các chiến dịch của họ ở các quốc gia Đông và Trung Âu trước đây, quân Mông Cổ lần đầu tiên tung ra các đội quân nhỏ tấn công các khu định cư biệt lập ở ngoại ô Kinh thành Viên nhằm gieo rắc nỗi sợ hãi và hoảng loạn trong dân chúng. Năm 1241, quân Mông Cổ đột kích Wiener Neustadt và các huyện lân cận, nằm ở phía Nam Viên. Wiener Neustadt đã gánh chịu hậu quả nặng nề của cuộc tấn công và giống như các cuộc xâm lược trước đó, quân Mông Cổ đã gây ra những hành động tàn bạo khủng khiếp đối với cộng đồng dân cư phần lớn không có vũ khí. Thành phố Korneuburg, ngay phía Bắc Viên, cũng bị cướp phá và phá hủy. Công tước Áo lúc đó là Frederick II, trước đó đã giao chiến với quân Mông Cổ ở Olomouc và trong giai đoạn đầu của Trận Mohi. Tuy nhiên, không giống như ở Hungary, Viên dưới sự lãnh đạo của Công tước Frederick và các hiệp sĩ của ông, cùng với các đồng minh nước ngoài của họ, đã tập hợp nhanh hơn và tiêu diệt đội quân nhỏ của Mông Cổ. Sau trận chiến, Công tước ước tính quân Mông Cổ mất từ 300 đến 700 người, trong khi quân châu Âu phòng thủ mất 100 người. Các hiệp sĩ Áo sau đó cũng đánh bại quân Mông Cổ ở biên giới sông March ở huyện Devín. Sau những cuộc đột kích ban đầu thất bại, phần còn lại của quân Mông Cổ rút lui sau khi biết tin Đại hãn Oa Khoát Đài qua đời.

### Xâm lược Bulgaria
Trong thời gian rút lui khỏi Hungary để quay trở lại Ruthenia, một phần quân đội của Bạt Đô đã xâm lược Bulgaria. Một lực lượng Mông Cổ đã bị quân đội Bulgaria dưới thời Sa hoàng Ivan Asen II đánh bại. Một lực lượng lớn hơn quay trở lại tấn công Bulgaria cùng năm đó, mặc dù ít người biết chuyện gì đã xảy ra. Theo nhà sử học Ba Tư Rashid-al-Din Hamadani, thủ đô Tarnovo của Bulgaria đã bị cướp phá. Điều này khó có thể xảy ra, nhưng tin đồn về nó đã lan truyền rộng rãi, được Bar Hebraeus lặp lại ở Palestine. Cuộc xâm lược Bulgaria được đề cập trong các nguồn đương thời khác, chẳng hạn như Philippe Mouskès, Thomas xứ Cantimpré và Ricoldo xứ Montecroce. Các tài liệu đương thời chỉ ra rằng vào năm 1253, Kaliman I là chư hầu cống nạp của người Mông Cổ, một địa vị mà ông có lẽ đã bị buộc phải chấp nhận trong cuộc xâm lược năm 1242.

## Chiến thuật của châu Âu chống lại quân Mông Cổ

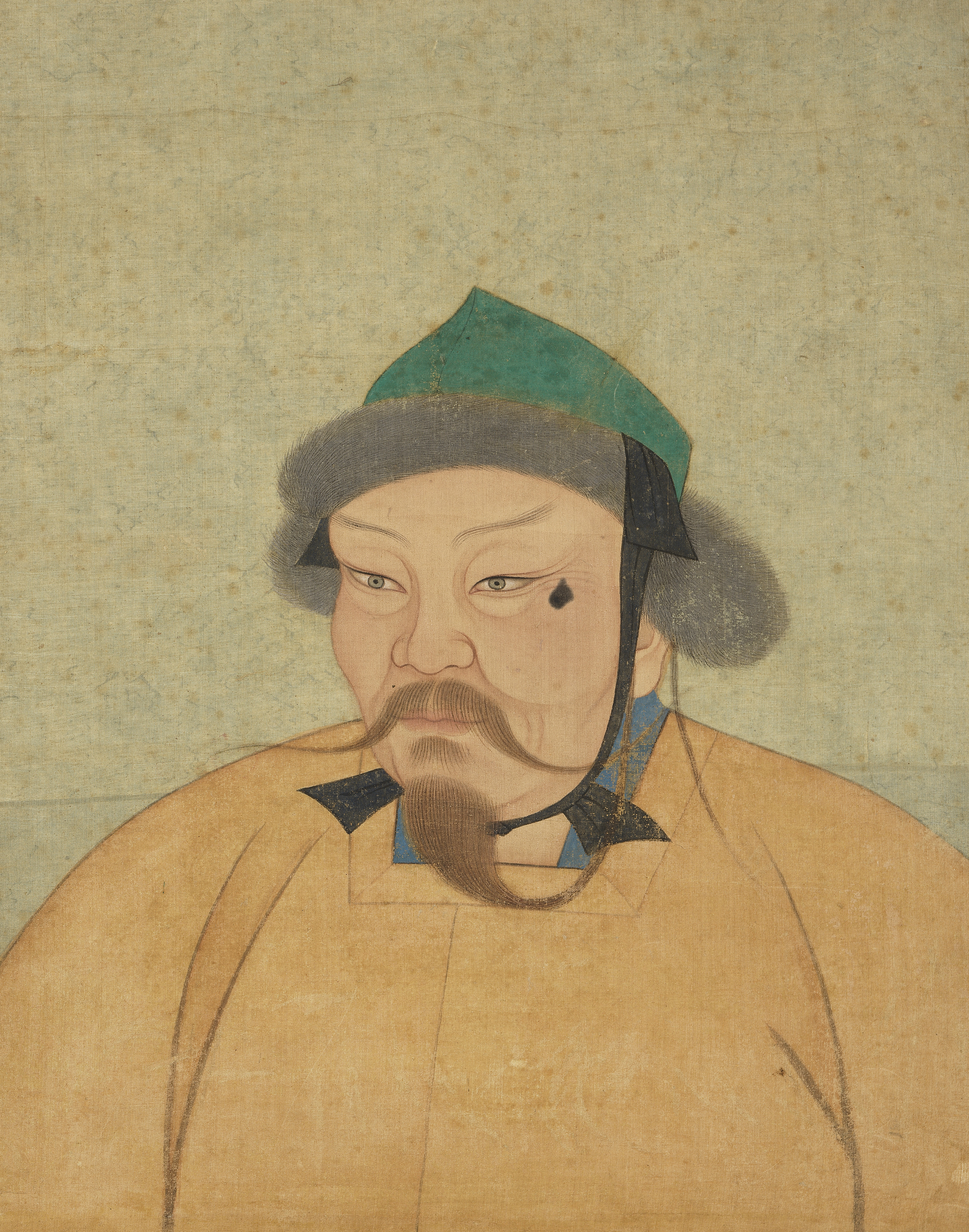
Oa Khoát Đài, Đại hãn của Đế quốc Mông Cổ, chính cái chết đột ngột của ông đã khiến quân Mông Cổ rút khỏi Trung Âu

Phương pháp chiến đấu cận chiến truyền thống của châu Âu giữa các hiệp sĩ đã kết thúc trong thảm họa khi nó được triển khai chống lại lực lượng Mông Cổ vì quân Mông Cổ có thể giữ khoảng cách và tiến lên với quân số vượt trội. Cuốn Bách khoa toàn thư mới Britannica, Tập 29 nói rằng "Được sử dụng để chống lại quân xâm lược Mông Cổ ở châu Âu, chiến tranh hiệp sĩ thậm chí còn thất bại thảm hại hơn đối với người Ba Lan trong trận Legnica và người Hungary trong trận Mohi năm 1241. Châu Âu phong kiến đã được cứu khỏi việc chia sẻ quyền sở hữu chung." số phận của Nhà Nam Tống (Trung Quốc) và Đại công quốc Mátxcơva không phải bởi sức mạnh chiến thuật của nó mà bởi cái chết bất ngờ của người cai trị tối cao của người Mông Cổ, Oa Khoát Đài, và sự rút lui về phía Đông sau đó của quân đội ông ta."
Tuy nhiên, trong cuộc xâm lược ban đầu của người Mông Cổ và các cuộc đột kích tiếp theo sau đó, các hiệp sĩ và kỵ binh được bọc thép dày tỏ ra hiệu quả hơn trong việc chiến đấu với quân Mông Cổ so với các đối thủ mặc áo giáp nhẹ của họ. Ví dụ, trong Trận Mohi, trong khi kỵ binh hạng nhẹ và bộ binh Hungary bị quân Mông Cổ tiêu diệt, thì các hiệp sĩ được mặc áo giáp dày đặc dưới trướng họ, chẳng hạn như Hiệp sĩ dòng Đền, đã chiến đấu tốt hơn đáng kể. Trong Trận Legnica, các Hiệp sĩ dòng Đền có số lượng từ 65 đến 88 trong trận chiến chỉ mất 3 hiệp sĩ và 2 trung sĩ. Các hiệp sĩ người Áo dưới sự chỉ huy của Công tước Frederick cũng hoạt động tốt hơn trong việc chống lại cuộc xâm lược của quân Mông Cổ ở Viên.
Vua Béla IV của Hungary đã thuê sự giúp đỡ của Hiệp sĩ Cứu tế, cũng như huấn luyện các hiệp sĩ địa phương được trang bị tốt hơn của mình, để chuẩn bị cho cuộc xâm lược Hungary lần thứ hai của người Mông Cổ. Trong những thập kỷ sau cuộc tấn công của người Mông Cổ vào các khu định cư ở châu Âu, quân đội phương Tây (đặc biệt là Hungary) bắt đầu thích nghi với chiến thuật của người Mông Cổ bằng cách xây dựng các công sự tốt hơn để chống lại vũ khí công thành và cải thiện đội kỵ binh hạng nặng của họ. Sau khi Đế quốc Mông Cổ bị chia cắt thành bốn mảnh, khi Hãn quốc Kim Trướng cố gắng xâm lược Hungary tiếp theo, Hungary đã tăng tỷ lệ hiệp sĩ (do Ladislaus IV của Hungary lãnh đạo) và họ nhanh chóng đánh bại Quân đội Hãn quốc Kim Trướng chính trên những ngọn đồi của phía Tây Transylvania.
Vào thời điểm này, nhiều quốc gia Đông và Trung Âu đã chấm dứt thù địch với nhau và đoàn kết để cuối cùng đánh đuổi tàn dư của Hãn quốc Kim Trướng. Chiến tranh du kích và sự kháng cự quyết liệt cũng giúp nhiều người châu Âu, đặc biệt là những người ở Croatia và Durdzuketia, trong việc ngăn chặn quân Mông Cổ thiết lập một thế trận trấn giữ lâu dài và đánh đuổi họ.

## Người Mông Cổ phổ biến thuốc súng sang châu Âu
Một số nguồn đề cập đến việc người Mông Cổ triển khai vũ khí cầm tay và thuốc súng chống lại lực lượng châu Âu trong Trận Mohi dưới nhiều hình thức khác nhau, bao gồm cả bom ném qua máy phóng. Giáo sư Kenneth Warren Chase ghi nhận người Mông Cổ đã đưa thuốc súng và các loại vũ khí liên quan của nó vào châu Âu. Một truyền thuyết sau này nảy sinh ở châu Âu về một Berthold Schwarz bí ẩn, người được cho là đã phát minh ra thuốc súng trong văn học châu Âu từ thế kỷ XV đến thế kỷ XIX.

## Mông Cổ kết thúc các cuộc tấn công

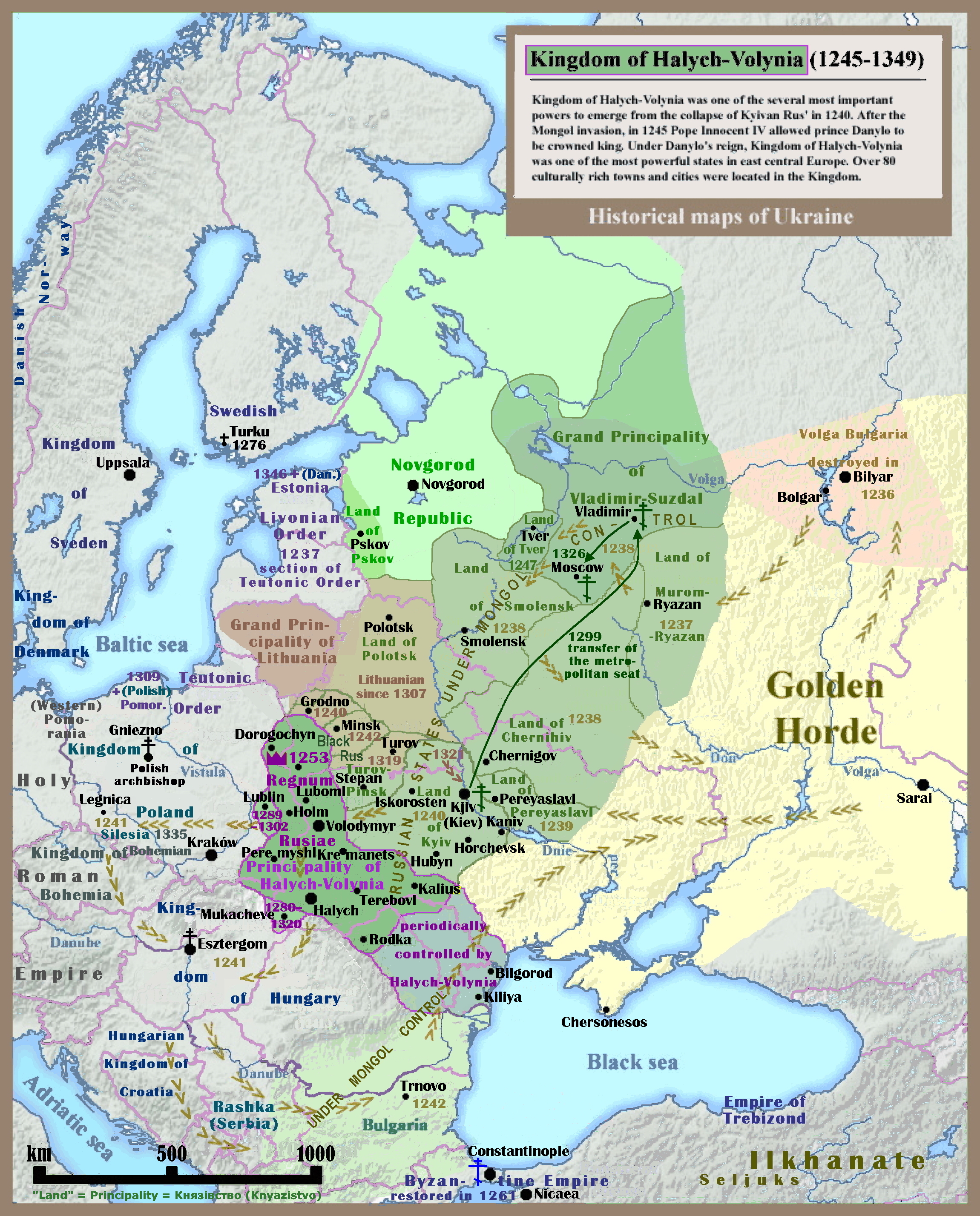
Rus' nằm dưới sự kiểm soát của Mông Cổ

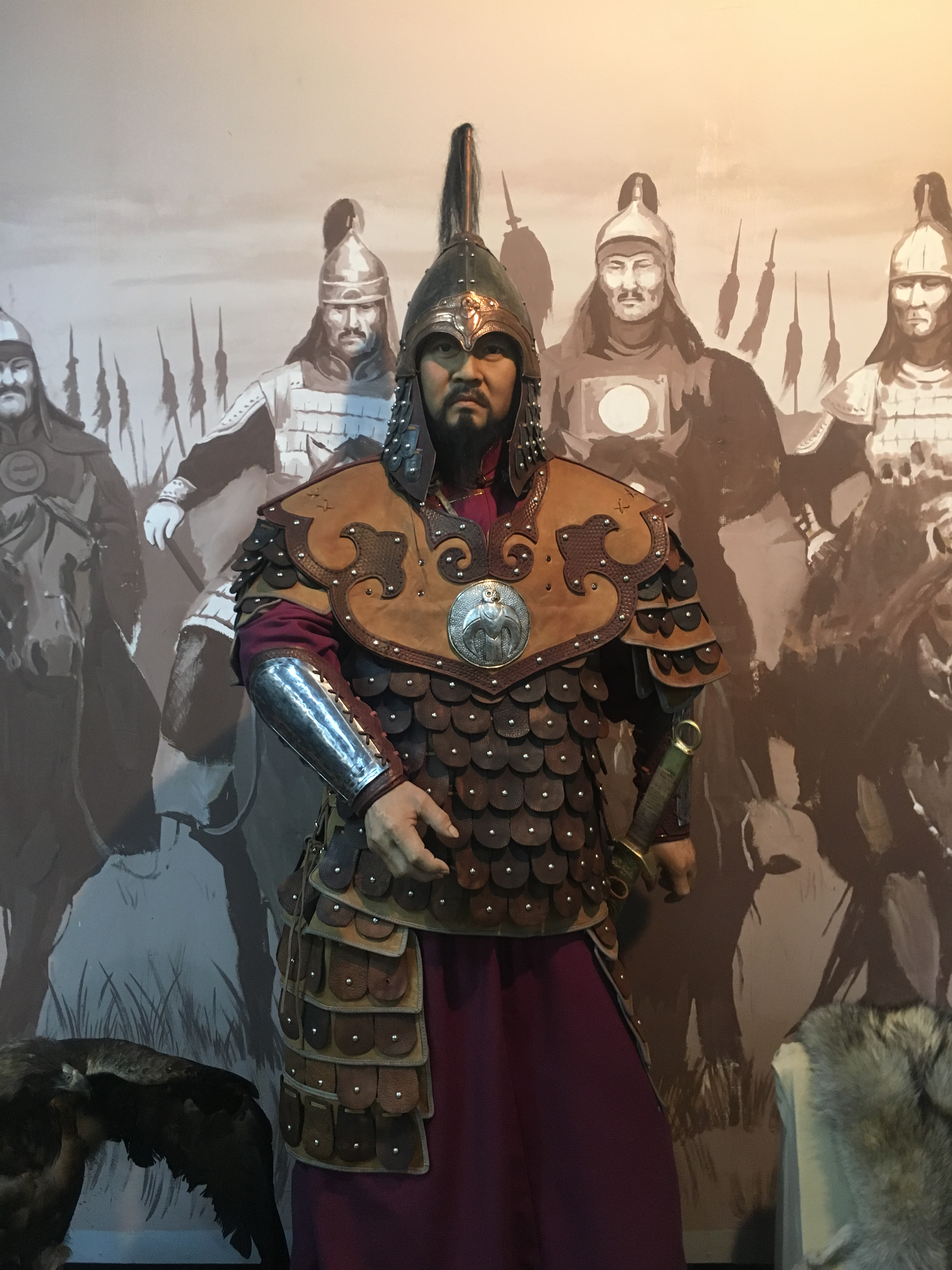
Tốc Bất Đài, tổng chỉ huy của quân Mông Cổ ở chiến trường châu Âu

Trong năm 1241, hầu hết quân Mông Cổ đều đóng quân trên Đồng bằng Hungary. Cuối tháng 3 năm 1242, họ bắt đầu rút lui. Lý do phổ biến nhất được đưa ra cho việc rút lui này là cái chết của Đại hãn Oa Khoát Đài vào ngày 11 tháng 12 năm 1241. Đại hãn qua đời ở tuổi 56 sau một cơn say rượu trong một chuyến đi săn, khiến phần lớn quân đội Mông Cổ phải rút lui, để các hoàng tử trực hệ có mặt trong cuộc bầu cử một đại hãn mới. Điều này được chứng thực bởi một nguồn chính: biên niên sử của Giovanni da Pian del Carpine, người sau khi đến thăm triều đình Mông Cổ, đã tuyên bố rằng quân Mông Cổ đã rút lui vì lý do này; ông còn tuyên bố thêm rằng Chúa đã gây ra cái chết của Đại hãn để bảo vệ Cơ đốc giáo Latinh. Như Stephen Pow đã chỉ ra trong bài phân tích của mình về vấn đề này, theo lời kể của Carpini, một người đưa tin sẽ phải có khả năng thực hiện hành trình từ Mông Cổ đến Trung Âu trong thời gian tối thiểu là hơn 3 tháng; Người đưa tin sẽ phải đến vào tháng 3, nghĩa là ông ta mất khoảng 3 tháng vào giữa mùa đông kể từ khi Đại hãn chết. Bản thân Carpini đã đi cùng một nhóm người Mông Cổ trong một cuộc hành trình ngắn hơn nhiều (từ Kiev đến Mông Cổ) vào năm 1246, nơi cả nhóm "tốc độ rất nhanh" để đến kịp lễ bầu cử và sử dụng nhiều con ngựa cho mỗi người trong khi cưỡi gần như toàn bộ số ngựa suốt ngày và đêm. Phải mất 5 tháng.
Rashid Al-Din, một nhà sử học của Hãn quốc Y Nhi, tuyên bố rõ ràng trong lịch sử chính thức của nước mình rằng người Mông Cổ thậm chí còn không biết về cái chết của Oa Khoát Đài khi họ bắt đầu rút quân. Rashid Al-Din, viết dưới sự bảo trợ của Đế quốc Mông Cổ, đã có quyền truy cập vào biên niên sử chính thức của Mông Cổ khi biên soạn lịch sử của mình (Altan Debter). John Andrew Boyle khẳng định, dựa trên chính tả, rằng lời kể của Rashid Al-Din về việc rút quân khỏi Trung Âu được lấy nguyên văn từ các ghi chép của Mông Cổ.
Một giả thuyết khác cho rằng dữ liệu thời tiết được lưu giữ trong các vòng cây cho thấy một loạt mùa hè khô và ấm trong khu vực cho đến năm 1242. Khi nhiệt độ giảm và lượng mưa tăng lên, khí hậu địa phương chuyển sang môi trường ẩm ướt và lạnh hơn. Điều đó lại gây ra lũ lụt ở những đồng cỏ khô cằn trước đây và tạo ra địa hình đầm lầy. Những điều kiện đó sẽ kém lý tưởng đối với kỵ binh Mông Cổ du mục và các đồn trú của họ, làm giảm khả năng di chuyển và vùng đồng cỏ của họ, hạn chế cuộc xâm lược của họ vào châu Âu từ phía Tây đồng bằng Hungary,e change">"Climate probably stopped Mongols cold in Hungary, Science News, Science Ticker: Climate, Anthropology". By Helen Thompson. 2016. Lưu trữ bản gốc ngày 3 tháng 8 năm 2016. Truy cập ngày 26 tháng 5 năm 2016.</ref> và đẩy nhanh việc rút lui của họ.
Lý do thực sự về việc quân Mông Cổ rút lui vẫn chưa được biết đầy đủ, nhưng vẫn tồn tại nhiều lời giải thích hợp lý. Cuộc xâm lược của người Mông Cổ đã sa lầy vào một loạt cuộc vây hãm tốn kém và khó chịu, nơi họ thu được rất ít chiến lợi phẩm và vấp phải sự kháng cự gay gắt. Họ đã mất một số lượng lớn binh lính mặc dù đã giành được chiến thắng (xem ở trên). Cuối cùng, họ bị dàn mỏng ở châu Âu và phải hứng chịu một cuộc nổi loạn của người Cuman (Bạt Đô quay lại để dập tắt nó và mất khoảng một năm để làm việc đó). Những người khác cho rằng thời tiết xấu ở châu Âu đã có tác động: Hungary có mực nước ngầm cao nên dễ bị lũ lụt. Một phân tích về vòng cây ở đó cho thấy Hungary có thời tiết lạnh ẩm vào đầu năm 1242, điều này có thể đã biến đồng bằng trung tâm Hungary thành một đầm lầy khổng lồ; vì vậy, do thiếu đồng cỏ cho ngựa, người Mông Cổ sẽ phải rút lui về Rus' để tìm kiếm những đồng cỏ tốt hơn.
Bất kể lý do là gì, người Mông Cổ đã rút hoàn toàn khỏi Trung Âu vào giữa năm 1242, mặc dù họ vẫn tiến hành các hoạt động quân sự ở phía Tây vào thời điểm này, đáng chú ý nhất là cuộc xâm lược Anatolia của người Mông Cổ vào năm 1241–1243. Bạt Đô đặc biệt quyết định không tham dự kurultai để ở lại châu Âu, khiến buổi lễ bị trì hoãn vài năm.
Nhà sử học Jack Weatherford tuyên bố rằng sự tồn tại của người châu Âu là do người Mông Cổ không sẵn sàng chiến đấu tại các công quốc Đức đông dân hơn, nơi thời tiết ảnh hưởng đến keo và gân của cung tên Mông Cổ. Tuy nhiên, phản bác lại khẳng định này là quân Mông Cổ sẵn sàng chiến đấu ở các khu vực đông dân cư của Nhà Nam Tống và Tiểu lục địa Ấn Độ. Hơn nữa, người Mông Cổ đã có thể chinh phục miền Nam Trung Quốc nằm trong vùng khí hậu nhiệt đới và sẽ nhận được lượng mưa và độ ẩm nhiều hơn bất kỳ nơi nào ở châu Âu. Lãnh thổ Tây Âu có nhiều rừng và lâu đài hơn người Mông Cổ quen thuộc, đồng thời có cơ hội cho kỵ binh hạng nặng châu Âu phản công. Ngoài ra, bất chấp chiến thuật thảo nguyên của người Avar và người Hungary thời kỳ đầu, cả hai đều bị các quốc gia phương Tây đánh bại vào thế kỷ IX và X, mặc dù nhiều quốc gia bị quân Mông Cổ chinh phục cũng đã đối mặt thành công với chiến thuật thảo nguyên trước đó. Một số lượng đáng kể các lâu đài và thị trấn quan trọng ở Hungary cũng đã chống lại được các chiến thuật bao vây khét tiếng và ghê gớm của quân Mông Cổ.
John Keegan nghĩ rằng người châu Âu có lợi thế do có nhiều lương thực dư thừa giúp thực hiện các chiến dịch tốt hơn và ngựa lớn hơn.
Một số nhà sử học tin rằng lý do Bạt Đô dừng lại ở sông Mohi là vì ông không bao giờ có ý định tiến xa hơn. Ông đã đảm bảo an toàn cho các cuộc chinh phục ở Nga trong nhiều năm tới, và khi Đại hãn qua đời và Bạt Đô vội vã quay trở lại Mông Cổ để tuyên bố quyền lực, việc mở rộng về phía Tây của ông đã chấm dứt. Việc triệu hồi Tốc Bất Đài đồng thời khiến quân đội Mông Cổ mất đi người đứng đầu tinh thần và chiến lược gia chính. Bạt Đô đã không thể tiếp tục kế hoạch chinh phục "Great Sea" (Đại Tây Dương) cho đến năm 1255, sau khi tình trạng hỗn loạn sau cái chết của Oa Khoát Đài cuối cùng đã lắng xuống với việc Mông Kha được bầu làm Đại hãn. Mặc dù có khả năng xâm chiếm Tây Âu nhưng ông không còn hứng thú nữa

### Đấu đá nội bộ của Mông Cổ

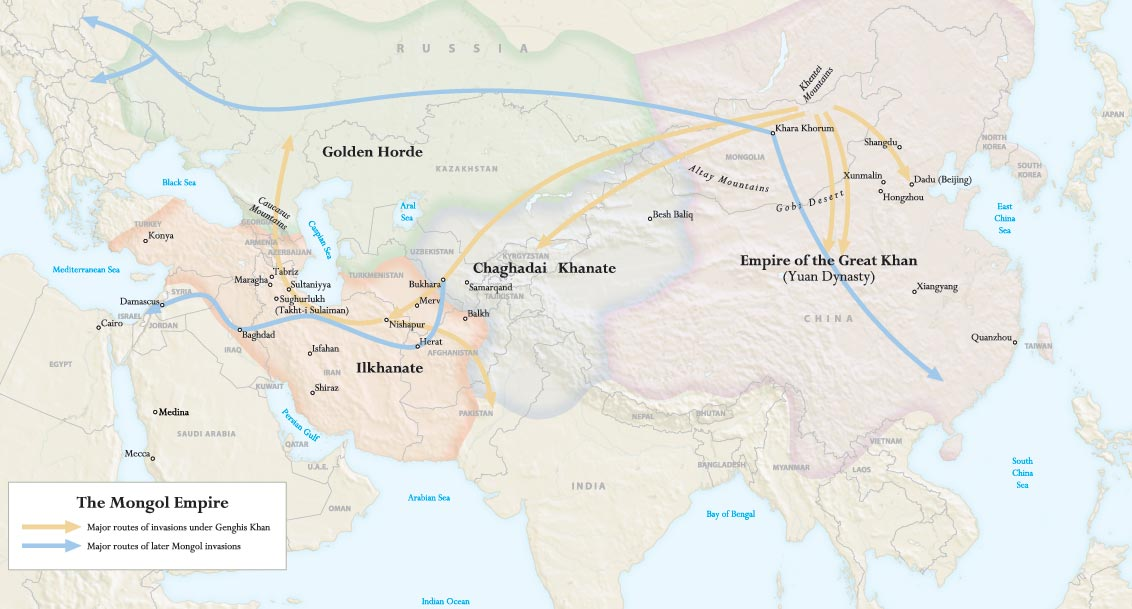
Hãn quốc kế vị Mông Cổ

Từ năm 1241 đến năm 1248, tình trạng chiến tranh gần như công khai tồn tại giữa Bạt Đô, con trai của Truật Xích và Quý Do, con trai của Oa Khoát Đài. Đế quốc Mông Cổ được cai trị bởi một nhiếp chính dưới sự chỉ đạo của góa phụ Töregene Khatun vợ của Oa Khoát Đài, mục tiêu duy nhất của bà là đảm bảo ngôi Đại hãn phải thuộc về con trai của bà là Quý Do. Có quá nhiều cay đắng giữa hai nhánh của gia đình đến nỗi khi Quý Do qua đời vào năm 1248, ông đang trên đường đến đối đầu với Bạt Đô để buộc ông phải chấp nhận quyền lực của mình. Bạt Đô cũng gặp vấn đề trong những năm cuối đời với Thân vương quốc Halych-Volhynia, người cai trị là Danylo xứ Halych, đã áp dụng chính sách đối đầu với Hãn quốc Kim Trướng và đánh bại một số cuộc tấn công của quân Mông Cổ vào năm 1254. Cuối cùng ông bị đánh bại vào năm 1259, khi Biệt Nhi Ca cai trị Kim Trướng. Bạt Đô không thể điều quân về phía Tây cho đến năm 1255, sau khi Mông Kha trở thành Đại hãn vào năm 1251, và ông đã hàn gắn lại mối quan hệ của mình với Đại hãn Mông Cổ. Tuy nhiên, khi chuẩn bị kết thúc cuộc xâm lược châu Âu, ông đã qua đời. Con trai của ông không sống đủ lâu để thực hiện kế hoạch xâm lược châu Âu của cha mình và Subutai, và sau cái chết của ông, em trai của Bạt Đô là Biệt Nhi Ca trở thành Hãn của Hãn quốc Kim Trướng. Biệt Nhi Ca không quan tâm đến việc xâm lược châu Âu bằng việc ngăn chặn người em họ Húc Liệt Ngột của mình tàn phá Đất Thánh. Biệt Nhi Ca đã chuyển sang Hồi giáo và kinh hãi chứng kiến người anh họ của mình tiêu diệt Abbasid Caliphate, người đứng đầu tinh thần của đạo Hồi theo như ông lo ngại. Người Mamluk của Ai Cập, thông qua các điệp viên biết được rằng Biệt Nhi Ca vừa là người Hồi giáo vừa không thích anh họ của mình, đã kêu gọi ông ta giúp đỡ và cẩn thận nuôi dưỡng mối quan hệ của họ với Biệt Nhi Ca và Hãn quốc Kim Trướng.
Cả hai thực thể đều có nguồn gốc từ người Turk. Nhiều người Mamluk có nguồn gốc Turk và Hãn Biệt Nhi Ca gần như hoàn toàn là người Turk. Truật Xích, con trai lớn của Thành Cát Tư Hãn, có huyết thống không rõ ràng và chỉ nhận được 4.000 chiến binh Mông Cổ để thành lập Hãn quốc của mình. Các chiến binh của ông hầu như đều là người Turk đã phục tùng quân Mông Cổ. Do đó, Hãn quốc có nền văn hóa Turk và có nhiều điểm chung với những người anh em Mamluk gốc Turk theo đạo Hồi của họ hơn là với Húc Liệt Ngột theo Shaman giáo Mông Cổ và đám quân của ông ta. Vì vậy, khi Húc Liệt Ngột bắt đầu tập trung quân đội của mình để tham chiến chống lại Đất Thánh do Mamluk kiểm soát, họ nhanh chóng kêu gọi Biệt Nhi Ca, người đã gửi quân đội chống lại em họ của mình và buộc ông phải bảo vệ lãnh thổ của mình ở phía Bắc.
Húc Liệt Ngột quay trở lại vùng đất của mình vào năm 1262, nhưng thay vì có thể trả thù cho thất bại, Húc Liệt Ngột phải quay về phía Bắc để đối mặt với Biệt Nhi Ca, chịu thất bại nặng nề trong một nỗ lực xâm lược phía Bắc Kavkaz vào năm 1263, sau khi Biệt Nhi Ca đã dụ anh ta về phía Bắc, đi xa Đất Thánh. Vì vậy, Hãn quốc Kim Trướng không bao giờ xâm lược châu Âu mà thay vào đó canh gác về phía Nam và phía Đông. Biệt Nhi Ca chỉ gửi quân vào châu Âu hai lần, trong hai cuộc đột kích tương đối nhẹ vào năm 1259 và 1265, chỉ để thu thập chiến lợi phẩm mà ông cần để chi trả cho các cuộc chiến chống lại Húc Liệt Ngột từ năm 1262 đến 1265.

## Châu Âu thời Mông Cổ xâm lược

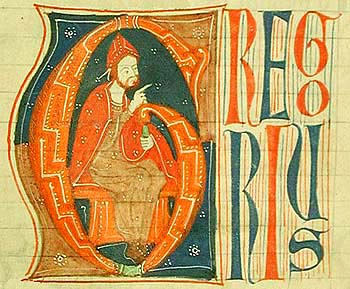
Giáo hoàng Gregory IX đã phê chuẩn một cuộc Thập tự chinh nhỏ chống lại quân Mông Cổ vào giữa năm 1241

Giáo hoàng đã từ chối lời cầu xin của Georgia để ủng hộ việc phát động các cuộc thập tự chinh ở Iberia và Trung Đông, cũng như rao giảng về một cuộc Thập tự chinh chống lại Kiev Rus' vào năm 1238 vì đã từ chối tham gia Cuộc thập tự chinh Balkan trước đó của ông ta. Trong khi đó, Hoàng đế Frederick II, một nhà cai trị có học thức cao, muốn sáp nhập Bán đảo Ý để thống nhất các vương quốc tách biệt của mình là Đế chế La Mã Thần thánh và Vương quốc Sicilie. Ngoài việc triệu tập một hội đồng phế truất Hoàng đế La Mã Thần thánh, Giáo hoàng Gregory IX và người kế vị ông là Giáo hoàng Innocent IV đã rút phép thông công Frederick bốn lần và gán cho ông cái mác Kẻ phản kitô.
Vào những năm 1240, nỗ lực của các tôn giáo theo đạo Thiên chúa đã được chia thành năm cuộc Thập tự chinh, chỉ một trong số đó là nhằm chống lại người Mông Cổ. Ban đầu, khi Vua Bela cử sứ giả đến Lãnh địa Giáo hoàng để diện kiến Giáo hoàng yêu cầu một cuộc Thập tự chinh chống lại quân Mông Cổ, Giáo hoàng đã cố gắng thuyết phục họ tham gia cuộc Thập tự chinh chống lại Hoàng đế La Mã Thần thánh của ông. Cuối cùng Giáo hoàng Gregory IX đã hứa về một cuộc Thập tự chinh và Giáo hội cuối cùng đã giúp phê chuẩn một cuộc Thập tự chinh nhỏ chống lại quân Mông Cổ vào giữa năm 1241, nhưng nó đã bị chuyển hướng khi ông qua đời vào tháng 8 năm 1241. Thay vì chiến đấu với quân Mông Cổ, các nguồn lực mà cuộc Thập tự chinh thu thập được đã được sử dụng để tiến hành một cuộc Thập tự chinh chống lại triều đại Hohenstaufen sau khi các nam tước người Đức nổi dậy chống lại Conrad, con trai của Hoàng đế La Mã Thần thánh vào tháng 9 năm 1241.

## Các cuộc đột kích sau đó
Các cuộc đột kích của Hãn quốc Kim Trướng vào những năm 1280 (ở Bulgaria, Hungary và Ba Lan), có quy mô lớn hơn nhiều so với bất kỳ cuộc tấn công nào kể từ cuộc xâm lược 1241–1242, do không có nội chiến ở Đế quốc Mông Cổ vào thời điểm đó. Đôi khi chúng được gọi chung là "cuộc xâm lược châu Âu lần thứ hai của người Mông Cổ", "cuộc xâm lược Tatar-Mông Cổ lần thứ hai vào Trung và Đông Nam châu Âu", hoặc "cuộc xâm lược của người Mông Cổ lần thứ hai vào trung tâm châu Âu."

### Tấn công Ba Lan (1259 và 1287)

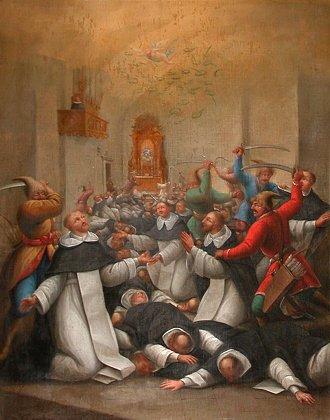
Tử đạo của Sadok và 48 vị tử đạo Đa Minh của Sandomierz trong cuộc xâm lược Ba Lan của người Mông Cổ lần thứ hai

Năm 1259, mười tám năm sau cuộc tấn công đầu tiên, hai tumen (20.000 người) từ Hãn quốc Kim Trướng, dưới sự lãnh đạo của Biệt Nhi Ca, đã tấn công Ba Lan sau khi đánh chiếm Lithuania. Cuộc tấn công này do tướng Boroldai chỉ huy cùng với các hãn tử trẻ Nogai Khan và Talabuga. Các đô thị Lublin, Sieradz, Sandomierz, Zawichost, Kraków và Bytom bị tàn phá và cướp bóc. Biệt Nhi Ca không có ý định chiếm đóng hay chinh phục Ba Lan. Sau cuộc đột kích này, Giáo hoàng Alexander IV đã cố gắng tổ chức một chiến dịch chống lại Kim Trướng Hãn quốc nhưng không thành công.
Một cuộc xâm lược không thành công diễn ra vào năm 1287, do Talabuga và Nogai Khan lãnh đạo. Một đội quân gồm 30.000 người (ba tumen) chia thành hai cánh dưới sự chỉ huy của Nogai (10.000 kỵ binh Mông Cổ) và Talabuga (20.000 người Mông Cổ và người Ruthenian) lần lượt đột kích Tiểu Ba Lan để cướp bóc khu vực và hội quân ở phía Bắc Kraków. Lublin, Mazovia và Sieradz đã bị đột kích thành công, nhưng quân Mông Cổ không chiếm được Sandomierz và Kraków và bị đẩy lùi với thương vong nặng nề khi họ cố gắng tấn công các thành phố, mặc dù các thành phố này đã bị tàn phá. Quân đội chính của Talabuga (phần còn lại của đơn vị đã rải ra khắp vùng nông thôn để đánh phá) đã bị Công tước Leszek II Đen đánh bại trong Trận Łagów. Sau thất bại nghiêm trọng này, Talabuga liên kết trở lại với các nhóm đột kích và chạy trốn khỏi Ba Lan với chiến lợi phẩm đã cướp được. Đội quân của Nogai, sau khi bị tổn thất trong cuộc tấn công vào Kraków đã chia ra để tấn công các vùng đất ở cả phía Bắc và phía Nam thành phố. Một đội tiến về thị trấn Stary Sącz, một đội khác đến Podolínec, và những đội khác tới Công quốc Sieradz. Biệt đội đầu tiên đã bị người Ba Lan và đồng minh Hungary của họ bị đánh bại bất ngờ trong Trận Stary Sącz, trong khi biệt đội thứ hai tàn phá khu vực Podhale trong khi giao tranh với người dân địa phương. Sau thất bại ở Stary Sącz, toàn bộ đạo quân của Nogai rút lui về Ruthenia.

### Tấn công Thrace Byzantine (1265, 1324 và 1337)
Trong thời trị vì của Biệt Nhi Ca cũng có một cuộc đột kích tấn công Thrace. Vào mùa đông năm 1265, Sa hoàng Bulgaria là Constantine Tych, yêu cầu Mông Cổ can thiệp chống lại người Byzantine ở vùng Balkan. Nogai Khan dẫn đầu một cuộc đột kích của 20.000 kỵ binh (2 tumen) của Mông Cổ nhằm vào lãnh thổ phía đông Thrace của Byzantine. Đầu năm 1265, Michael VIII Palaeologus đối đầu với quân Mông Cổ, nhưng phi đội nhỏ hơn của ông dường như có tinh thần rất thấp và nhanh chóng bị đánh tan tác. Hầu hết chúng đều bị chém khi chạy trốn. Michael buộc phải rút lui về Constantinople trên một con tàu Genoa trong khi quân đội của Nogai cướp bóc toàn bộ Thrace. Sau thất bại này, hoàng đế Byzantine đã liên minh với Hãn quốc Kim Trướng (điều này mang lại lợi ích to lớn cho sau này), gả con gái là Hoàng nữ Euphrosyne của mình cho Nogai. Hoàng đế Michael cũng gửi nhiều vật liệu có giá trị tới Hãn quốc để cống nạp.
Thrace cũng bị tấn công vào năm 1324 và 1337, dưới thời trị vì của Özbeg Khan.

### Tấn công Bulgaria (1271, 1274, 1280 và 1285)
Những người kế vị Sa hoàng Ivan Asen II – nhiếp chính của Kaliman Asen I quyết định nộp thuế cho Kim Trướng Hãn quốc. Năm 1271, Nogai Khan lãnh đạo một cuộc đột kích thành công vào đất nước vốn là chư hầu của Kim Trướng cho đến đầu thế kỷ XIV. Bulgaria lại bị quân Mông Cổ đột kích vào các năm 1274, 1280 và 1285. Năm 1278 và 1279, Sa hoàng Ivailo lãnh đạo quân đội Bulgaria và đè bẹp các cuộc tấn công của quân Mông Cổ trước khi bị bao vây tại Silistra. Sau 3 tháng bị bao vây, ông một lần nữa đột phá được lực lượng tinh nhuệ của Mông Cổ, buộc họ phải rút lui về phía Bắc sông Danube. Năm 1280, một cuộc nổi dậy do Byzantium truyền cảm hứng đã khiến Ivailo không có nhiều sự hỗ trợ, vì vậy ông chạy trốn đến trại của Nogai, nhờ ông ta giúp đỡ trước khi bị quân Mông Cổ giết chết. Tuy nhiên, Sa hoàng George I đã trở thành chư hầu của Mông Cổ trước khi mối đe dọa từ Mông Cổ cuối cùng chấm dứt dưới triều đại của Sa hoàng Theodore Svetoslav.

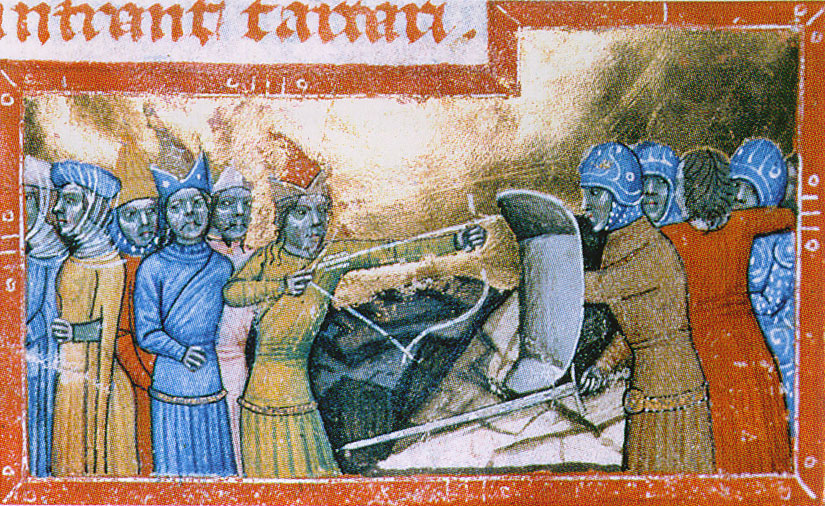
Mông Cổ xâm lược Hungary năm 1285 (Chronicon Pictum, 1358)

### Chống lại Hungary (1285)
Năm 1285, Nogai Khan dẫn đầu một cuộc đột kích vào Hungary cùng với Talabuga. Nogai lãnh đạo một đội quân đã tàn phá Transylvania thành công: Các thành phố như Reghin, Brașov và Bistrița bị cướp bóc và tàn phá. Tuy nhiên, Talabuga, người chỉ huy quân đội chính ở miền Bắc Hungary, đã bị chặn lại bởi tuyết dày ở vùng núi Carpathian và lực lượng xâm lược đã bị quân đội hoàng gia của Vua Ladislaus IV đánh bại gần Pest và bị phục kích bởi Székely khi quay trở lại. Cánh quân riêng của Nogai bị thương vong nghiêm trọng. Cũng như những cuộc xâm lược sau này, nó đã bị đẩy lùi một cách dễ dàng, quân Mông Cổ mất đi phần lớn lực lượng xâm lược. Kết quả không thể trái ngược hơn với cuộc xâm lược năm 1241, chủ yếu là do những cải cách của Vua Béla IV, bao gồm những tiến bộ trong chiến thuật quân sự và quan trọng nhất là việc xây dựng rộng rãi các lâu đài bằng đá, cả hai đều là phản ứng trước sự thất bại của Vương quốc Hungary trong 1241. Cuộc tấn công thất bại của quân Mông Cổ vào Hungary đã làm giảm đáng kể sức mạnh quân sự của Hãn quốc Kim Trướng và khiến họ ngừng tranh chấp biên giới Hungary.

### Tấn công Serbia (1291)

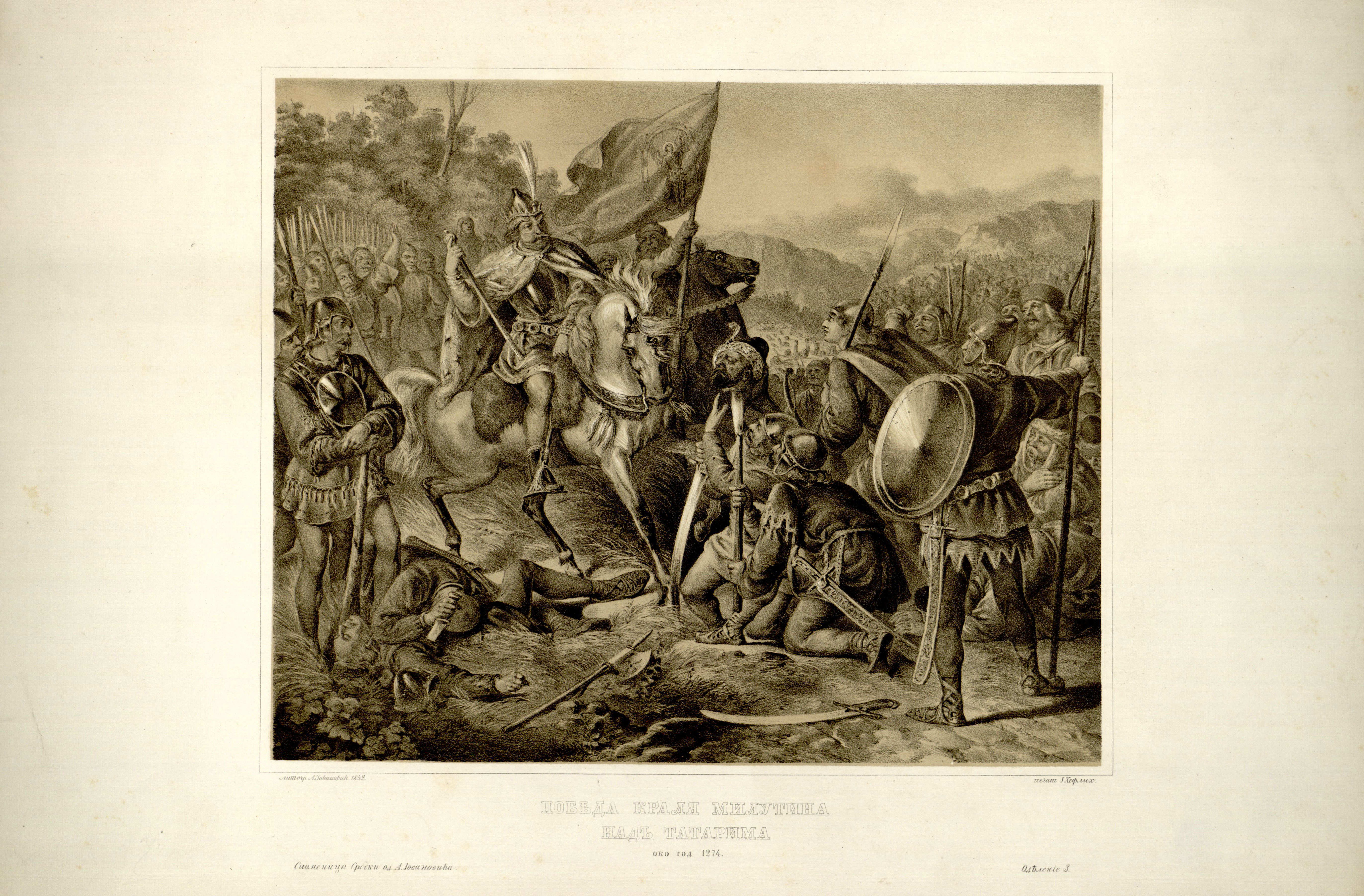
Vua Serbia Uroš II Milutin sau chiến thắng trước quân Mông Cổ

Năm 1291, một liên minh lớn Mông Cổ-Bulgaria đột kích vào Serbia, nơi vua Serbia Stefan Uroš II Milutin đánh bại quân Mông Cổ. Tuy nhiên, sau lời đe dọa rằng chính Nogai Khan sẽ quay trở lại cùng Hãn quốc Kim Trướng, nhà vua Serbia đã thừa nhận quyền lực tối cao của Nogai và gửi con trai ông làm con tin để ngăn chặn sự thù địch tiếp theo khi Nogai đe dọa sẽ đích thân dẫn đầu một cuộc viễn chinh trừng phạt.

### Tấn công Đức (1340)
Nhà sử học Thụy Sĩ đương đại John xứ Winterthur kể lại các cuộc tấn công của quân Mông Cổ vào Hungary, Hầu quốc Brandenburg và Phổ trong giai đoạn 1340–1341.

## Mông Cổ chống xâm lược từ châu Âu
Vào giữa thế kỷ XIV, sự thống trị của Hãn quốc Kim Trướng đối với Trung và Đông Âu đã bắt đầu suy yếu. Một số vương quốc châu Âu bắt đầu nhiều cuộc xâm lược khác nhau vào các vùng đất do người Mông Cổ kiểm soát với mục đích giành lại các lãnh thổ đã chiếm được cũng như bổ sung thêm các lãnh thổ mới từ chính Đế quốc. Vương quốc Georgia, dưới sự lãnh đạo của Vua George V, đã khôi phục quyền thống trị của Nhà nước George trên vùng đất của họ và thậm chí còn chiếm Đế quốc Trapezous từ tay người Mông Cổ. Lithuania, lợi dụng những xung đột nội bộ ở Kim Trướng Hãn quốc, bắt đầu một cuộc xâm lược của riêng mình, đánh bại quân Mông Cổ trong Trận Blue Waters, cũng như chinh phục các lãnh thổ của Kim Trướng như Thân vương quốc Kiev cho đến tận Dnieper, trước khi bị dừng lại sau thất bại trong Trận sông Vorskla. Thân vương quốc Moskva cũng bắt đầu đòi lại nhiều vùng đất của Nga, cuối cùng phát triển thành Sa quốc Nga. Năm 1345, Vương quốc Hungary chủ động tung lực lượng xâm lược vào lãnh thổ Mông Cổ, chiếm giữ vùng mà sau này trở thành Moldavia.
Đến thời điểm này, một số quân đội Tây Âu cũng bắt đầu chạm trán với quân Mông Cổ trên các vùng lãnh thổ mà họ đã chinh phục. Ví dụ, trong cuộc vây hãm Caffa, khi quân Mông Cổ dưới sự chỉ huy của Janibeg bao vây Caffa ở Bán đảo Krym, một lực lượng cứu trợ của quân đội Cộng hòa Genova đã đến và đánh bại quân Mông Cổ, giết chết 15.000 quân của họ và phá hủy các kế hoạch bao vây của họ. Một năm sau, người Genova phong tỏa các cảng của người Mông Cổ trong khu vực, buộc Jani beg phải đàm phán, và vào năm 1347, người Genova được phép tái lập thuộc địa của họ ở Tanais trên Biển Azov.

## Thư viện ảnh

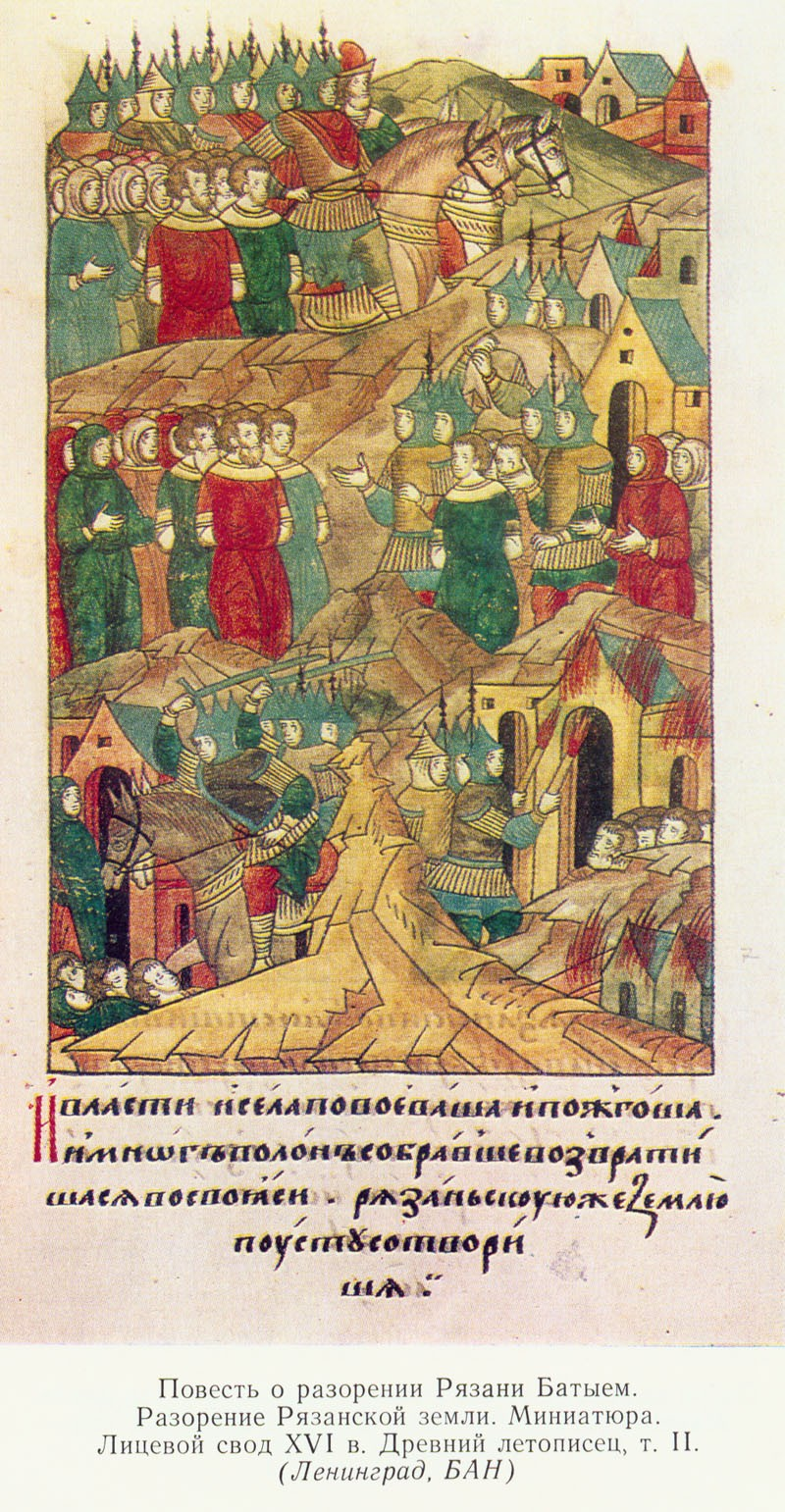
Hãn quốc Kim Trướng đột kích vào Ryazan cũ.
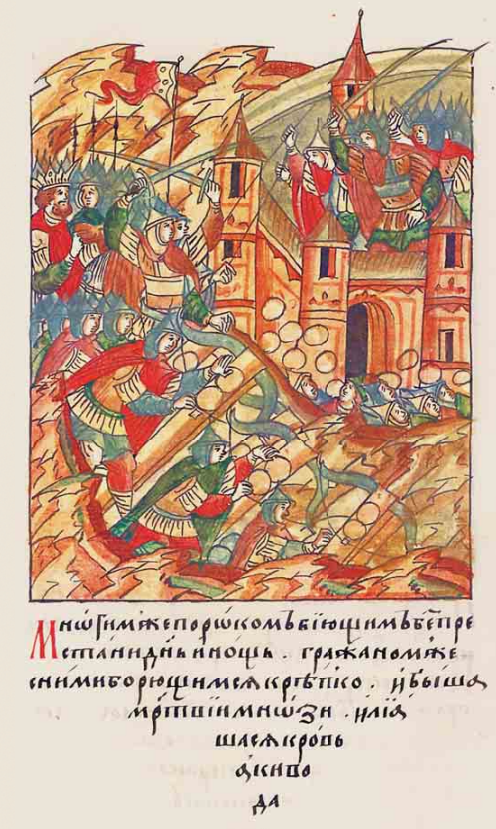
Hãn quốc Kim Trướng tấn công vào Kiev
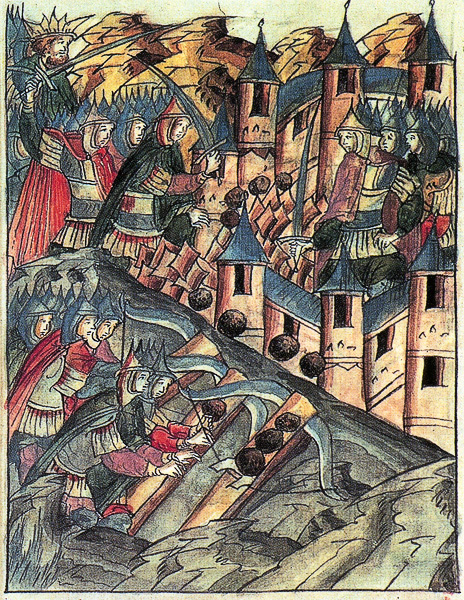
Hãn quốc Kim Trướng tấn công vào Kozelsk
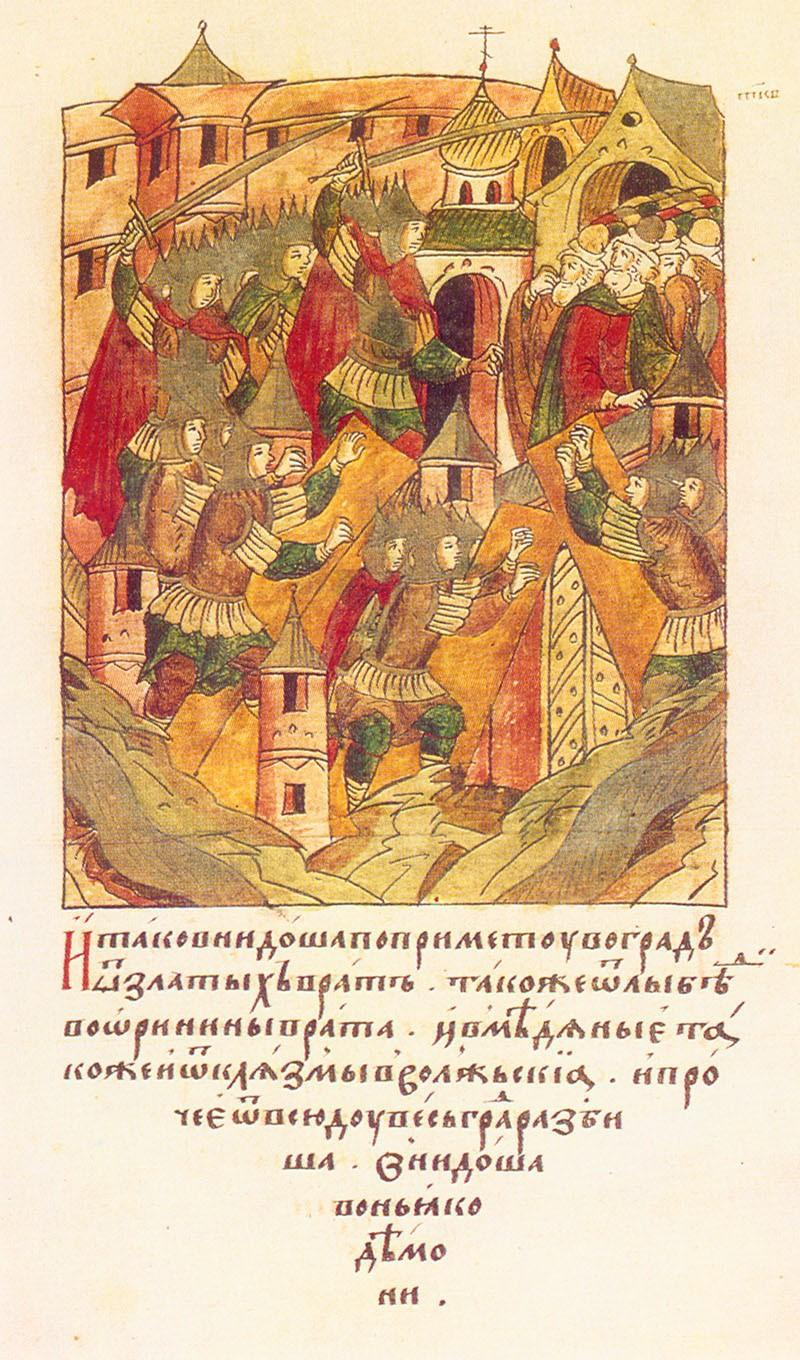
Hãn quốc Kim Trướng tấn công vào Vladimir
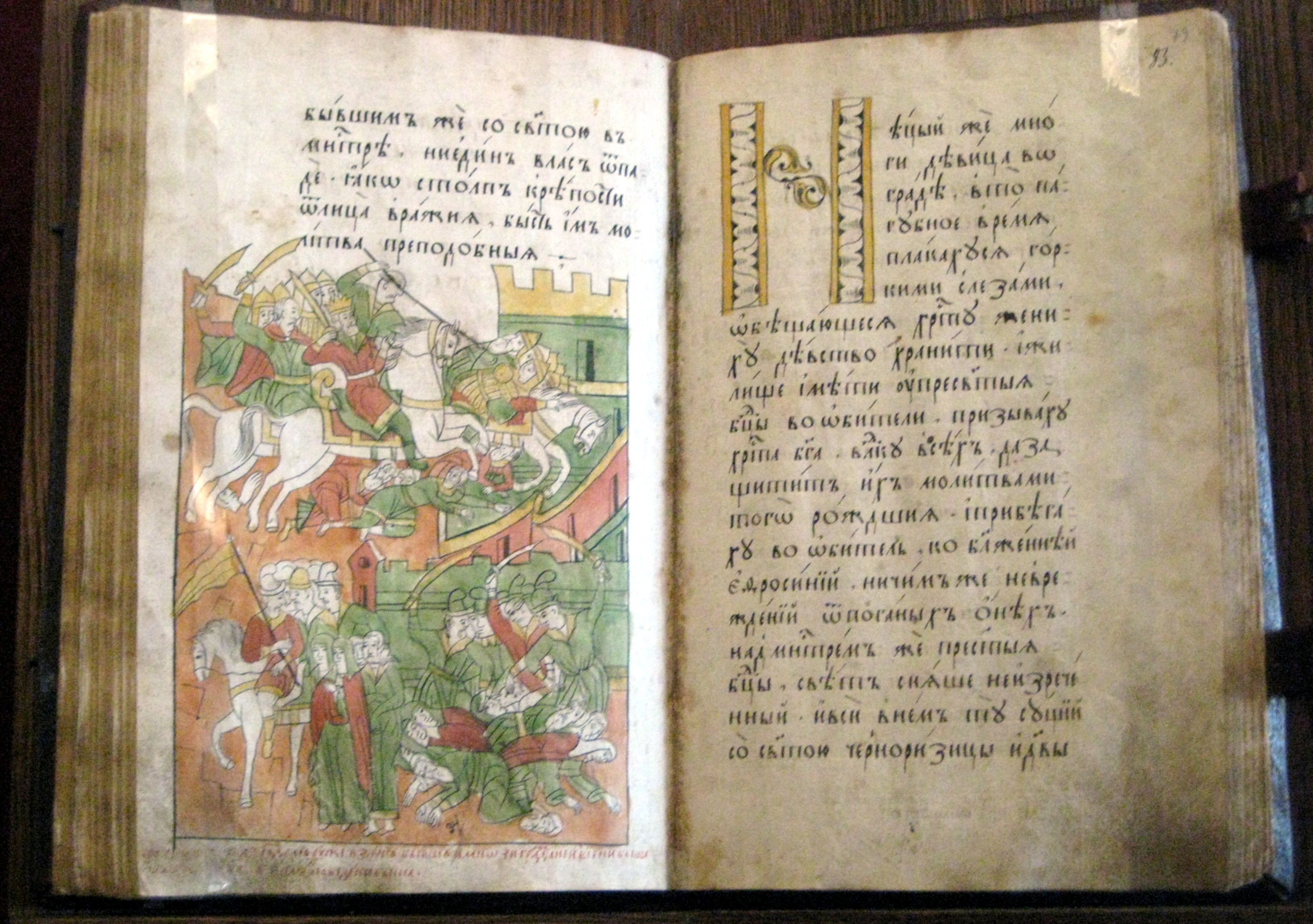
Hãn quốc Kim Trướng tấn công vào Suzdal
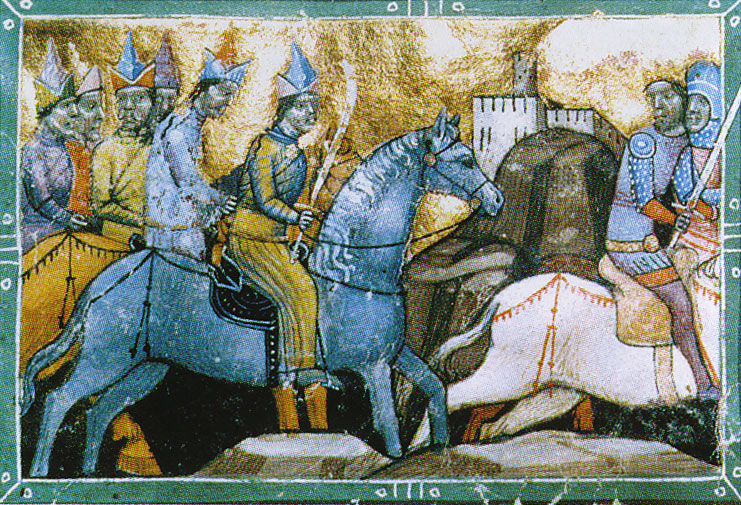
Vua Hungary Béla IV trên chuyến đào thoát khỏi quân Mông Cổ dưới sự chỉ huy của tướng Kadan của Hãn quốc Kim Trướng.